# Населення Новгородської області
Населення Новгородської області — станом на 2021 рік за даними Росстату налічує 592 415 осіб. Це лише ⅔ від найменшої області України — Чернівецької. За цим показником регіон займає третє місце в Північно-Західному економічному районі та 69-те по Росії. 2007 року в області мешкало 657,6 тис. осіб (293,0 тис. чоловіків і 364,6 тис. жінок). Густота населення — 10,87 осіб/ км², станом на 2021 рік за даними Росстату, що втричі менше ніж в Чернігівській області України, найменш густонаселеній. Демографічна ситуація в регіоні складна — загальне зменшення чисельності, старіння, значний перекіс віково-статевої піраміди в бік літніх жінок. Наприклад, 2010 року в області народилося 7203 особи, померло 12 751 особа[⇨]. Розселення територією області нерівномірне, найбільш густонаселені промислові райони Великого Новгорода, Боровичів і Старої Русси, найменше — депресивні сільськогосподарські райони півдня і північного сходу[⇨]. Етнічний склад населення області однорідний, майже поголовно росіяни (95 %), хоча етнічний спектр представлений більш ніж 100 національностями[⇨]. Відповідна картина в мовному[⇨] і релігійному полі[⇨], населення регіону розмовляє російською і сповідує православну віру. Освіту в регіоні надають 190 закладів дошкільної, 164 середньої, 23 професійної та 2 вищої освіти (Новгородський університет)[⇨]. Нагляд, охорона і профілактика здоров'я в регіоні здійснюється державними закладами структури профільного міністерства. Найпоширеніша причина смертей — серцево-судинні захворювання[⇨]. За інтегральним показником якості життя область тривалий час займає місця в нижній третині серед усіх регіонів Російської Федерації[⇨]. Регіон один з лідерів за показниками хуліганства і алкоголізму в країні[⇨].

## Природний рух
Природний приріст 2017 року був від'ємним -6,8 ‰▲ (2010 року -8,7 ‰), чисельність населення області зменшилась на 4165 осіб (передостаннє місце серед 83 регіонів Росії). Коефіцієнт смертності 17,1 ‰▼ (2010 року 20,4 ‰), в області померло 10 470 осіб (2-ге); коефіцієнт народжуваності — 10,3 ‰▼ (2010 року 11,3 ‰), в області народилось 6300 осіб (62-ге). Сумарний коефіцієнт народжуваності (фертильності) 2017 року становив 1,61 дитини на 1 жінку за її життя (43-тє). 2017 року в регіоні на 100 пологів припадало 59 абортів (26-те). Загальний спад чисельності населення 2017 року склав 5,2 ‰ (71-ше), тобто 3,2 тис. мешканців за рік; серед міського населення цей показник трохи вищий 5,3 ‰ (80-те), ніж серед сільського 4,9 ‰ (40-ве).
Демографічна ситуація в регіоні є характерною для слов'янської складової народонаселення Російської Федерації та територій її первісного розселення — загальне зменшення чисельності (від'ємний приріст, спад), старіння, незначне зростання слабких показників очікуваної тривалості життя — 65 років (зі значним розривом для жінок і чоловіків, для міських і сільських мешканців, на користь перших), через що значне перевищення показників смертності над народжуваністю (вдвічі) та подальше зростання, значний перекіс віково-статевої піраміди в бік літніх жінок. Зовнішні міграційні потоки не перекриваються притоком людей з інших регіонів країни та з-за кордону. Внутрішні регіональні міграції, з сел до міст, призводять до відмирання малонаселених пунктів, зняття їх з обліку, знелюднення окремих територій. В цілому по області скорочення населення за 20 років самостійності Росії, з 1989 по 2010 рік, склало 15,7 %, деякі райони обезлюдніли набагато більше: Поддорський — 28,4 %, Дем'янський — 23,5 %, Маловішерський — 23 %.
| Показник                          | 1970    | 1975    | 1980    | 1985    | 1990    | 1995    | 2000    | 2005    | 2010    | 2015    | 2020    |
| --------------------------------- | ------- | ------- | ------- | ------- | ------- | ------- | ------- | ------- | ------- | ------- | ------- |
| Народжуваність (‰)                | 12,0    | 13,2    | 14,4    | 14,7    | 12,2    | 7,9     | 8,1     | 9,8     | 11,8    | 11,9    |         |
| Смертність (‰)                    | 11,4    | 12,9    | 14,2    | 14,9    | 14,1    | 19,7    | 20,9    | 21,5    | 17,3    | 17,5    |         |
| Природний приріст (‰)             | 0,6     | 0,3     | 0,2     | −0,2    | −1,9    | −11,8   | −10,7   | −13,2   | −8,8    | −5,5    |         |
| Очікувана тривалість життя (роки) |         |         |         |         | 67,6    | 62,0    | 62,8    | 61,7    | 65,0    |         |         |
| Чисельність                       | 721 471 | 721 620 | 721 800 | 737 000 | 753 369 | 739 368 | 718 565 | 674 071 | 634 111 | 618 703 | 596 508 |

### Вікова структура
У віковій структурі населення області за 2017 рік дітей віком до 16 років 17,4 % (55-те), дорослих — 53,5 %, людей похилого віку старше за 65 років — 29,1 % (5-те). Статеве співвідношення зі значним переважанням жінок — 55 % (майже повна відсутність чоловіків дуже похилого віку), чоловіків лише 45 % (гірше ситуація по Росії лише в Івановській та Ярославській областях). Середній вік населення області 41,5 років (14-те). У цілому Новгородщина як північно-західний регіон пройшла стадію демографічного переходу раніше за поволзькі та південні регіони Росії. Згідно перепису 1970 року частка дітей становила менше ¼, похилого віку — менше 1/5; згідно перепису 2001 року, дітей менше 1/5, похилого віку — ¼ від загального населення регіону.

### Шлюбність— розлучуваність
Станом на 2017 рік, у Новгородській області коефіцієнт шлюбності, тобто кількість шлюбів на 1 тис. осіб за календарний рік, дорівнював 7,3 ‰ (28-ме); розлучуваності — 4,6 ‰ (22-ге); індекс розлучуваності — 60,8 розлучень на 100 укладених шлюбів (70-те). За останнє десятиліття тенденція незначного збільшення показника як шлюбності, так і розлучуваності. Станом на 2010 рік, середній розмір домогосподарств — 2,35 особи (передостаннє місце серед регіонів Росії). За цим показником регіон серед антилідерів впродовж останніх десятиліть. Особливо велика кількість одиноких людей у сільській місцевості, переважно літнього віку; в абсолютному виразі домогосподарства з одної особи лідирують, у містах вони трохи поступаються домогосподарствам з двох осіб (серед яких частка неповних сімей з дитиною дорівнює 1/5). Кількість неповних сімей — 35,3 % від загального числа (12-те). Кількість дітей народжених поза шлюбом — 22,8 % (32-ге).

## Розселення
Розселення територією області нерівномірне, найбільш густонаселені промислові райони Великого Новгорода (~60 осіб/км² з Великим Новгородом і 14 осіб/км² без, Боровичів (20 осіб/км²), Старої Русси (13 осіб/км²), найменше — депресивні сільськогосподарські райони півдня (Поддорський, Марьовський і Холмський) та північного сходу (Мошенський, Любитинський) — від 1 до 2 осіб на км². При населенні співставним з населенням Чорногорії (площа якої в 4 рази менша), заселеність території області на рівні пустельних Туркменістану й Чаду, трохи вища за середньоросійський показник. За співставних площ і природних умов Новгородщини і Латвії, населеність останньої втричі більша. Загалом територія Новгородської області відноситься до районів Росії зі сприятливими природними умовами проживання, відсутністю екстремальних проявів погодних умов, повною водозабезпеченністю. Загальний тип розселення — ареальний і гніздовий лісогосподарсько-сільськогосподарський з вкрапленням промислових центрів тяжіння. Села і присілки здебільшого розташовані уздовж річок, на берегах озер. Розміщення пунктів переважно стрічкове. Забудова сільських населених пунктів за Радянського Союзу залишалась дерев'яною, лише в центральних садибах колгоспів і робітничих селищ зводились нові цегельні будинки.

### Урбанізація
В області налічується 10 населених пунктів зі статусом міста і 11 селищ міського типу. Рівень урбанізованості Новгородської області — 72,01 % (39-те). Більше половини міського населення області у 2000-х роках мешкало у великих містах (населення більше 100 тис. осіб), кожен сьомий — у середніх (населення від 50 до 100 тис. осіб), майже кожен третій — у малих (населення до 50 тис. осіб), кожен восьмий — у селищах міського типу. Більше ⅔ сільського населення мешкає у малих сільських населених пунктах (менше 50 осіб).
Згідно даних перепису 1959 року на середину XX століття співвідношення міського (281 тис. осіб) до сільського населення (455 тис. осіб) в області становило 38 : 62, рівнь урбанізації — 38 %. Головні міста області — Великий Новгород і Стара Русса виникли тисячу років тому на торговому шляху «з варяг до греків», інші — набагато пізніше, у зв'язку з промисловим розвитком краю в XIX столітті. На початку XX століття в містах і містечках мешкало менше 10 % населення краю. Урбанізація різко пришвидшилась у повоєнні радянські часи, населення обласного центру зросло з 50 до майже 230 тис. мешканців, до 2010-х років у Новгороді вже проживала третина населення регіону. Смт в області масово утворювались на місці колишніх сел поблизу розробки корисних копалин (Зарубіно, Комарово, Тьосовський, Тьосово-Нетільський), новозведених промислових підприємств (Чудово, Пестово, Окуловка, Парфіно, Пролетарій).
Легенда карти (населені пункти за чисельністю населення):
- Великий Новгород — обласний центр;
- Стара Русса — від 20 до 50 тис. осіб;
- Чудово — від 10 до 20 тис. осіб;
- Панковка — від 5 до 10 тис. осіб;
- Шимськ — від 1 до 5 тис. осіб;
- Вибиті — від 500 до 1000 осіб.

| Місто            | Район/округ          | Населення | Заснування   | Статус | Герб | Попередні назви       |
| ---------------- | -------------------- | --------- | ------------ | ------ | ---- | --------------------- |
| Боровичі         | Боровицький район    | 48 858▼   | XV століття  | 1770   |      |                       |
| Валдай           | Валдайський район    | 13 800▼   | 1495         | 1770   |      |                       |
| Великий Новгород | Великий Новгород     | 225 019▲  | 859          | 859    |      | до 1999 року Новгород |
| Мала Вішера      | Маловішерський район | 10 161▼   | 1843         | 1921   |      |                       |
| Окуловка         | Окуловський район    | 9510▼     | 1851         | 1965   |      |                       |
| Пестово          | Пестовський район    | 14 842▼   | 1918         | 1965   |      |                       |
| Сольці           | Солецький район      | 8336▼     | 1390         | 1914   |      |                       |
| Стара Русса      | Старорусський район  | 27 377▼   | 1167         | 1167   |      | Руса                  |
| Холм             | Холмський район      | 3344▼     | 1144         | 1777   |      |                       |
| Чудово           | Чудовський район     | 13 764▼   | XVI століття | 1937   |      |                       |

Статус міста в минулому мали Дем'янськ (з 1824 по 1927) та Крестці (з 1776 по 4 січня 1926 року). Нині перебувають в статусі селища міського типу.

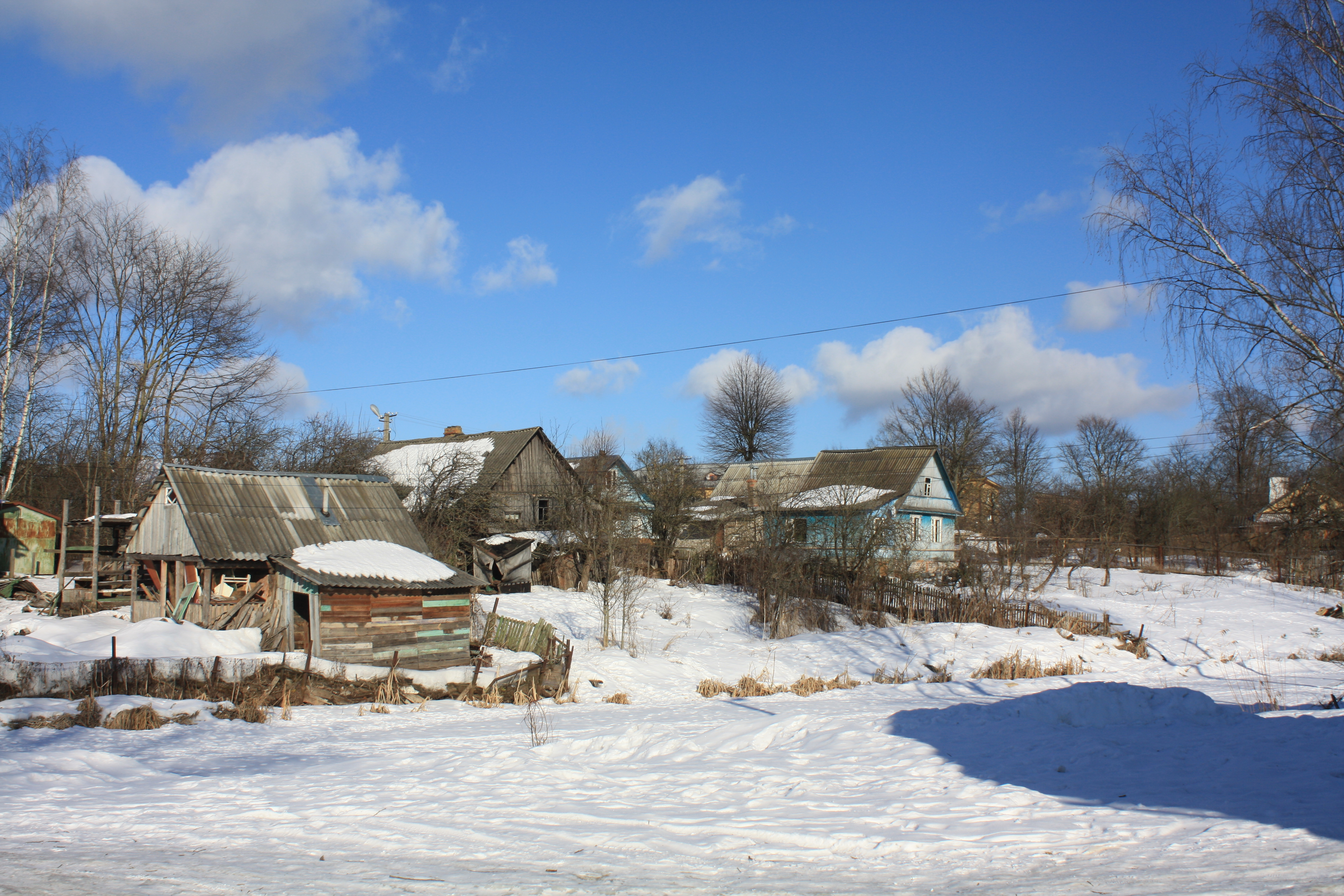
Передмістя Старої Руси

| Місто      | Район/округ         | Населення | Заснування | Статус | Герб | Попередні назви           |
| ---------- | ------------------- | --------- | ---------- | ------ | ---- | ------------------------- |
| Дем'янськ  | Дем'янський район   | 4148▼     | 1406       | 1960   |      |                           |
| Крестці    | Крестецький район   | 7249▼     | 1393       | 1938   |      |                           |
| Кулотино   | Окуловський район   | 2275▼     | 1495       | 1928   |      |                           |
| Любитино   | Любитинський район  | 2312▼     | 1581       | 1965   |      | до 1931 року Бєлоє        |
| Неболчі    | Любитинський район  | 1920▼     | 1564       | 1962   |      | Егор'євський, Неболоцький |
| Панковка   | Новгородський район | 9749▲     | 1412       | 1977   |      | Мостищі                   |
| Парфіно    | Парфінський район   | 6258▼     | 1495       | 1938   |      | Парфеєво                  |
| Пролетарій | Новгородський район | 4500▼     |            | 1931   |      |                           |
| Угловка    | Окуловський район   | 2173▼     | 1495       | 1938   |      |                           |
| Хвойна     | Хвойнинський район  | 5559▼     | 1927       | 1935   |      |                           |
| Шимськ     | Шимський район      | 3484▼     | 1878       | 1981   |      |                           |

Колишні селища міського типу, що змінили свій статус
- Анциферово — смт від 1962 року, 1998 року перетворене на село.
- Велика Вішера — смт від 1938 року, 2009 року перетворене на село.
- Вельгія — смт від 1932 року. Включений до складу міста Боровичі 1966 року.
- Волховський — смт від 1975 року, 2004 року включене до складу міста Великий Новгород.
- Грузино — смт від 1938 року, 1950 року перетворене на село.
- Зарубіно — смт від 1939 року, 2004 року перетворене на село.
- Імені Комінтерну — смт від 1938 року, скасоване 1949 року.
- Комарово — смт від 1943 року, 1998 року перетворене на село.
- Краснофарфорний — смт від 1938 року, 2009 року перетворене на село.
- Кречевиці — смт від 1935 року, 2004 року включене до складу міста Великий Новгород.
- Личкове — смт від 1962 року, 1999 року перетворене на село.
- Окуловка — смт від 1928 року, 1965 року перетворене на місто.
- Парахіно-Поддуб'є — смт від 1928 року, 1964 року включене до складу міста Окуловка.
- Пестово — смт від 1927 року, 1965 року перетворене на місто.
- Песь — смт від 1962 року, 1999 року перетворене на село.
- Тьосово-Нетільський — смт від 1939 року, 2009 року перетворене на село.
- Тьосовський — смт від 1959 року, 2009 року перетворене на село.
- Чудово — смт від 1928 року, 1937 року перетворене на місто.

#### Історичні населені пункти
Історичні поселення Російської Федерації, що виникли на місці сільських поселень:
- IX—XI століть — Великий Новгород, Наволок, Волок;
- X—XI століть — Боровичі, Валдай, Медведь, Сольці, Стара Русса, Холм, Яжелбиці, Дем'янськ;
- XVI століття — Мошенське, Любитіно, Передки;
- XVIII століття — Кончансько-Суворовське, Опеченський Посад, Крестці;
- XIX—XX століть — Кулотіно.

## Міграції
2017 року міграційний приріст склав -3,1 ‰▼, з області виїхало на 1,9 тис. осіб більше ніж виїхало (2010 року від'ємне сальдо міграції було 1,3 тис. осіб з показником -2,1 ‰), за цим показником Новгородська область на 63-му місці серед усіх регіонів Росії. Упродовж 1990-2000-х років Новгородщина була одним з тих регіонів, куди повертались «підкорювачі» Крайньої Півночі та Далекого Сходу, але значно менше, ніж до інших, у тому числі сусідніх регіонів (Санкт-Петербург, Твер) — < 1 % позитивне сальдо у найкращі роки. Тому цей міграційний приток не зробив помітного внеску в демографічну ситуацію в регіоні. Порівняно невисоким був і рівень мігрантів і біженців з колишніх республік СРСР впродовж 1990-х років.
Загалом картина автохтонності населення Новгородської області відповідає загальній картині для Центральної смуги Європейської частини Російської Федерації; більше половини мешканців (трохи менше у містах, трохи більше в селах) є уродженцями регіону, кожен п'ятий постійно мешкає з часів перепису 1989 року, лише кожен п'ятий переїхав до регіону за часів самостійності Росії; частка уродженців за кордонами Росії не перевищує 10 %.

## Етнічний склад
| Етнічний склад Новгородської області (2010 рік) | Етнічний склад Новгородської області (2010 рік) | Етнічний склад Новгородської області (2010 рік) | Етнічний склад Новгородської області (2010 рік) | Етнічний склад Новгородської області (2010 рік) |
| ----------------------------------------------- | ----------------------------------------------- | ----------------------------------------------- | ----------------------------------------------- | ----------------------------------------------- |
|                                                 |                                                 |                                                 |                                                 |                                                 |
| росіяни                                         | росіяни                                         |                                                 | 95.0%                                           | 95.0%                                           |
| українці                                        | українці                                        |                                                 | 1.2%                                            | 1.2%                                            |
| цигани                                          | цигани                                          |                                                 | 0.6%                                            | 0.6%                                            |
| білоруси                                        | білоруси                                        |                                                 | 0.6%                                            | 0.6%                                            |
| вірмени                                         | вірмени                                         |                                                 | 0.1%                                            | 0.1%                                            |
| татари                                          | татари                                          |                                                 | 0.1%                                            | 0.1%                                            |

За даними Всеросійських переписів 2002 і 2010 років населення області етнічно однорідне (95 % росіяни), хоча етнічний спектр представлений більш 100 національностями. Згідно перепису 2002 року населення області окрім росіян (95 %) було представлено такими національними громадами, як українці (найчисельніше національне меншинство — 1,5 %), білоруси (0,8 %), цигани (0,5 %), татари (0,3 %), вірмени (0,3 %), азербайджанці (0,2 %), чеченці (0,2 %), німці (0,1 %) та інші. Росіяни складають абсолютну більшість населення регіону. Це пояснюється як тисячолітньою історією заселення слов'янами цих земель, асиміляцією аборигенного населення та невеликих груп переселенців (навіть таких, що оселялись компактно), так і відносно непривабливими умовами для традиційного землеробства приїжджих народів. Приток працівників до міст на промислові підприємства за радянських часів на істотно не вплинув на ситуацію через мобільність такої групи населення та швидку асиміляцію (українці, білоруси). За роки самостійності через негативні демографічні тенденції серед місцевого населення, незначно зросла частка мігрантів з Кавказу, циган.
| Національність            | 1959 рік (осіб) | %      | 1979 рік (осіб) | %      | 1989 рік (осіб) | %      | 2002 рік (осіб) | %      | % від тих, що вказали національність | 2010 рік (осіб) | %      | % від тих, що вказали національність |
| ------------------------- | --------------- | ------ | --------------- | ------ | --------------- | ------ | --------------- | ------ | ------------------------------------ | --------------- | ------ | ------------------------------------ |
| Росіяни                   | 715879          | 97,20  | 695152          | 96,26  | 711760          | 94,70  | 652165          | 93,92  | 94,68                                | 560280          | 88,36  | 95,06                                |
| Українці                  | 6801            | 0,92   | 9160            | 1,27   | 14435           | 1,92   | 10449           | 1,50   | 1,52                                 | 7025            | 1,11   | 1,19                                 |
| Цигани                    | 1896            | 0,26   | 2611            | 0,36   | 3066            | 0,41   | 3388            | 0,49   | 0,49                                 | 3598            | 0,57   | 0,61                                 |
| Білоруси                  | 2757            | 0,37   | 5149            | 0,71   | 6734            | 0,90   | 5294            | 0,76   | 0,77                                 | 3438            | 0,54   | 0,58                                 |
| Вірмени                   | 345             | 0,05   | 253             | 0,04   | 571             | 0,08   | 1940            | 0,28   | 0,28                                 | 1836            | 0,29   | 0,31                                 |
| Татари                    | 754             | 0,10   | 1355            | 0,19   | 1963            | 0,26   | 2080            | 0,30   | 0,30                                 | 1658            | 0,26   | 0,28                                 |
| Азербайджанці             | 109             | 0,01   | 241             | 0,03   | 824             | 0,11   | 1574            | 0,23   | 0,23                                 | 1497            | 0,24   | 0,25                                 |
| Узбеки                    | 271             | 0,04   | 367             | 0,05   | 751             | 0,10   | 613             | 0,09   | 0,09                                 | 1062            | 0,17   | 0,18                                 |
| Молдовани                 | 110             | 0,01   | 266             | 0,04   | 791             | 0,11   | 601             | 0,09   | 0,09                                 | 804             | 0,13   | 0,14                                 |
| Чеченці                   |                 |        | 135             | 0,02   | 688             | 0,09   | 1074            | 0,15   | 0,16                                 | 727             | 0,11   | 0,12                                 |
| Німці                     | 537             | 0,07   | 716             | 0,10   | 927             | 0,12   | 1010            | 0,15   | 0,15                                 | 664             | 0,10   | 0,11                                 |
| Таджики                   |                 |        | 34              | 0,00   | 133             | 0,02   | 242             | 0,03   | 0,04                                 | 539             | 0,09   | 0,09                                 |
| Чуваші                    | 164             | 0,02   | 551             | 0,08   | 822             | 0,11   | 728             | 0,10   | 0,11                                 | 494             | 0,08   | 0,08                                 |
| Мордва                    | 161             | 0,02   | 291             | 0,04   | 585             | 0,08   | 538             | 0,08   | 0,08                                 | 386             | 0,06   | 0,07                                 |
| Грузини                   | 229             | 0,03   | 126             | 0,02   | 333             | 0,04   | 435             | 0,06   | 0,06                                 | 354             | 0,06   | 0,06                                 |
| Корейці                   | 26              | 0,00   | 150             | 0,02   | 186             | 0,02   | 325             | 0,05   | 0,05                                 | 341             | 0,05   | 0,06                                 |
| Євреї                     | 1473            | 0,20   | 896             | 0,12   | 794             | 0,11   | 490             | 0,07   | 0,07                                 | 310             | 0,05   | 0,05                                 |
| Лезгини                   |                 |        | 30              | 0,00   | 261             | 0,03   | 299             | 0,04   | 0,04                                 | 270             | 0,04   | 0,05                                 |
| Поляки                    | 360             | 0,05   | 395             | 0,05   | 418             | 0,06   | 373             | 0,05   | 0,05                                 | 232             | 0,04   | 0,04                                 |
| Аварці                    |                 |        | 18              | 0,00   | 201             | 0,03   | 176             | 0,03   | 0,03                                 | 231             | 0,04   | 0,04                                 |
| Фіни                      | 1498            | 0,20   | 848             | 0,12   | 601             | 0,08   | 354             | 0,05   | 0,05                                 | 194             | 0,03   | 0,03                                 |
| Карели                    | 191             | 0,03   | 347             | 0,05   | 346             | 0,05   | 282             | 0,04   | 0,04                                 | 183             | 0,03   | 0,03                                 |
| Казахи                    | 72              | 0,01   | 99              | 0,01   | 305             | 0,04   | 192             | 0,03   | 0,03                                 | 182             | 0,03   | 0,03                                 |
| Башкири                   | 64              | 0,01   | 167             | 0,02   | 394             | 0,05   | 253             | 0,04   | 0,04                                 | 177             | 0,03   | 0,03                                 |
| Латиші                    | 745             | 0,10   | 592             | 0,08   | 429             | 0,06   | 272             | 0,04   | 0,04                                 | 175             | 0,03   | 0,03                                 |
| Даргинці                  |                 |        | 25              | 0,00   | 150             | 0,02   | 193             | 0,03   | 0,03                                 | 175             | 0,03   | 0,03                                 |
| Естонці                   | 1421            | 0,19   | 835             | 0,12   | 548             | 0,07   | 307             | 0,04   | 0,04                                 | 171             | 0,03   | 0,03                                 |
| Удмурти                   | 35              | 0,00   | 151             | 0,02   | 273             | 0,04   | 253             | 0,04   | 0,04                                 | 146             | 0,02   | 0,02                                 |
| Литовці                   | 168             | 0,02   | 265             | 0,04   | 268             | 0,04   | 231             | 0,03   | 0,03                                 | 145             | 0,02   | 0,02                                 |
| Осетини                   | 50              | 0,01   | 83              | 0,01   | 174             | 0,02   | 132             | 0,02   | 0,02                                 | 131             | 0,02   | 0,02                                 |
| Туркмени                  |                 |        | 12              | 0,00   | 136             | 0,02   | 100             | 0,01   | 0,01                                 | 127             | 0,02   | 0,02                                 |
| Комі                      | 46              | 0,01   | 131             | 0,02   | 190             | 0,03   | 150             | 0,02   | 0,02                                 | 123             | 0,02   | 0,02                                 |
| Араби                     |                 |        | 12              | 0,00   | 2               | 0,00   | 66              | 0,01   | 0,01                                 | 114             | 0,02   | 0,02                                 |
| Марійці                   | 62              | 0,01   | 127             | 0,02   | 188             | 0,03   | 150             | 0,02   | 0,02                                 | 105             | 0,02   | 0,02                                 |
| Табасарани                |                 |        | 10              | 0,00   | 62              | 0,01   | 95              | 0,01   | 0,01                                 | 101             | 0,02   | 0,02                                 |
| інші                      | 272             | 0,04   | 523             | 0,07   | 1214            | 0,16   | 1956            | 0,28   | 0,28                                 | 1400            | 0,22   | 0,24                                 |
| вказали національність    | 736496          | 100,00 | 722123          | 100,00 | 751523          | 100,00 | 688780          | 99,20  | 100,00                               | 589395          | 92,95  | 100,00                               |
| не вказали національність | 33              | 0,00   | 2               | 0,00   | 32              | 0,00   | 5575            | 0,80   |                                      | 44716           | 7,05   |                                      |
| Загалом                   | 736 529         | 100,00 | 722 125         | 100,00 | 751 555         | 100,00 | 694 355         | 100,00 |                                      | 634 111         | 100,00 |                                      |

### Українці
Згідно перепису 2010 року в Новгородській області мешкало 7 тис. осіб, що зазначили свою національність як українці (~1 % від загального населення). Це вдвічі менше від чисельності українців за переписом 1989 року — 14,4 тис. осіб (~2 %). Українська діаспора Новгородщини складається переважно з приїзджого інженерно-технічного персоналу промислових підприємств, що зводились в регіоні за радянських часів, частина яких згодом повернулась на батьківщину. Нащадки, тих хто залишився на новому місці, переважно асимілювались і обрусіли. Активної української культурно-громадської діяльності не ведеться.

## Мови
Населення Новгородської області виключно російськомовне. Це власне етнічні росіяни, що становлять абсолютну більшість населення, та представники інших народів (українці, білоруси, роми, вірмени, татари), що отримали освіту російською мовою. Рідною мовою відмінною від російської у побуті користуються здебільшого невеликі групи ромів і вихідців з Північного та Південного Кавказу. Серед іноземних мов, якими володіє місцеве населення і які не є для носіїв рідними, переважають англійська і німецька мови.

## Релігії
| Частка прихожан різних конфесій (2012 рік) | Частка прихожан різних конфесій (2012 рік) | Частка прихожан різних конфесій (2012 рік) | Частка прихожан різних конфесій (2012 рік) | Частка прихожан різних конфесій (2012 рік) |
| ------------------------------------------ | ------------------------------------------ | ------------------------------------------ | ------------------------------------------ | ------------------------------------------ |
|                                            |                                            |                                            |                                            |                                            |
| православні                                | православні                                |                                            | 46.8%                                      | 46.8%                                      |
| віряни, але не прихожани                   | віряни, але не прихожани                   |                                            | 33.6%                                      | 33.6%                                      |
| інші християни                             | інші християни                             |                                            | 5.2%                                       | 5.2%                                       |
| мусульмани                                 | мусульмани                                 |                                            | 0.8%                                       | 0.8%                                       |
| атеїсти та нерелігійні                     | атеїсти та нерелігійні                     |                                            | 9.8%                                       | 9.8%                                       |
| інші                                       | інші                                       |                                            | 3.8%                                       | 3.8%                                       |

Згідно результатів опитування, проведеного 2012 року, приблизно 47 % населення області відносить себе до прихожан Російської православної церкви (РПЦ), а 34 % до віруючих православних, але таких, що не дотримуються всіх встановлених канонів і обрядовості; 5 % до християн інших конфесій (переважно нових протестантських церков); 10 % заявили про свою нерелігійність; менше 1 % є мусульманами.

### Православ'я
Православ'я є панівною конфесією в регіоні (більше ¾ населення) з тисячолітньою історією (Новгород було хрещено 990 року київським князем Володимиром Святославичем). Великий Новгород від 28 грудня 2011 року є центром Новгородської митрополії та центром Новгородської і Старорусської єпархії Російської православної церкви, найстарішої після Київської на землях Київської Русі. До складу митрополії входить також Боровицька єпархія. Від 20 липня 1990 року правлячим архієреєм є Лев (Церпицький), від 8 січня 2012 року митрополит. У підпорядкуванні митрополії більше 150 діючих храмів, станом на 2012 рік. Кафедральний собор митрополії — Софійський, зведений впродовж 1045—1050 років, найдавніший храм православних слов'ян, що зберігся на території Росії. Окрім Новгородської Софії богослужіння в обласному центрі відбуваються у 8 храмах: церква Федора Стратилата, Покровський собор колишнього Звіриного монастиря, церква святого великомученика Феодора Стратилата, церква святих благовірних князів і страстотерпців Бориса і Гліба, церква святого великомученика Дмитра Солунського, церква святого апостола Пилипа і Миколи Чудотворця (єдиний храм міста в якому проводились богослужіння за радянських повоєнних часів), церква Успіння Божої Матері, церква святого благовірного великого князя Олександра Невського, церква святого праведного Лазаря Чотиридверного.
У складі митрополії діє 8 монастирів, 5 чоловічих — Свято-Юр'єв (Новгород), Валдайський Іверський Богородицький Святоозерський (Валдай), Михайло-Клопський Свято-Троїцький (село Сельцо за 20 км від Новгорода), Свято-Духов Боровицький (Боровичі, працює в якості архієрейського подвір'я Боровицького архієпископа) і Свято-Троїцька Реконська пустинь (Любитинський район); 3 жіночих — Спасо-Преображенський Варлаамо-Хутинський (село Хутинь), ставропігійний Миколо-В'яжищський (село В'яжищі) і Свято-Троїцький Нікандров (село Нікандрово).

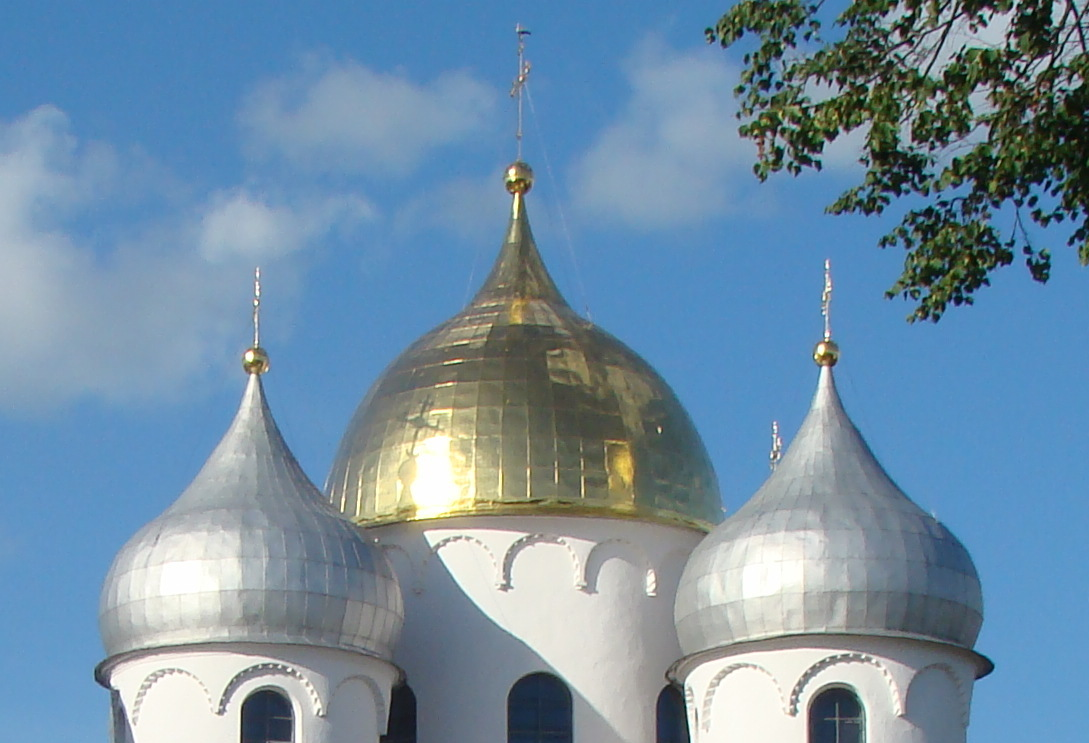
Цибулисті бані на соборі Святої Софії, одні з найдавніших у православному світі
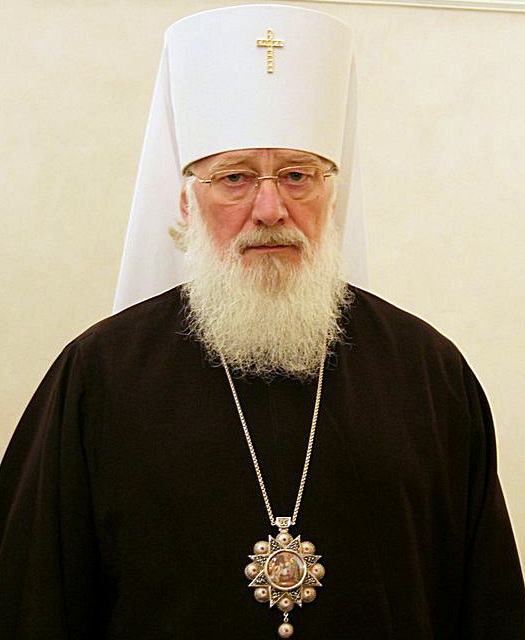
Лев (Церпицький)
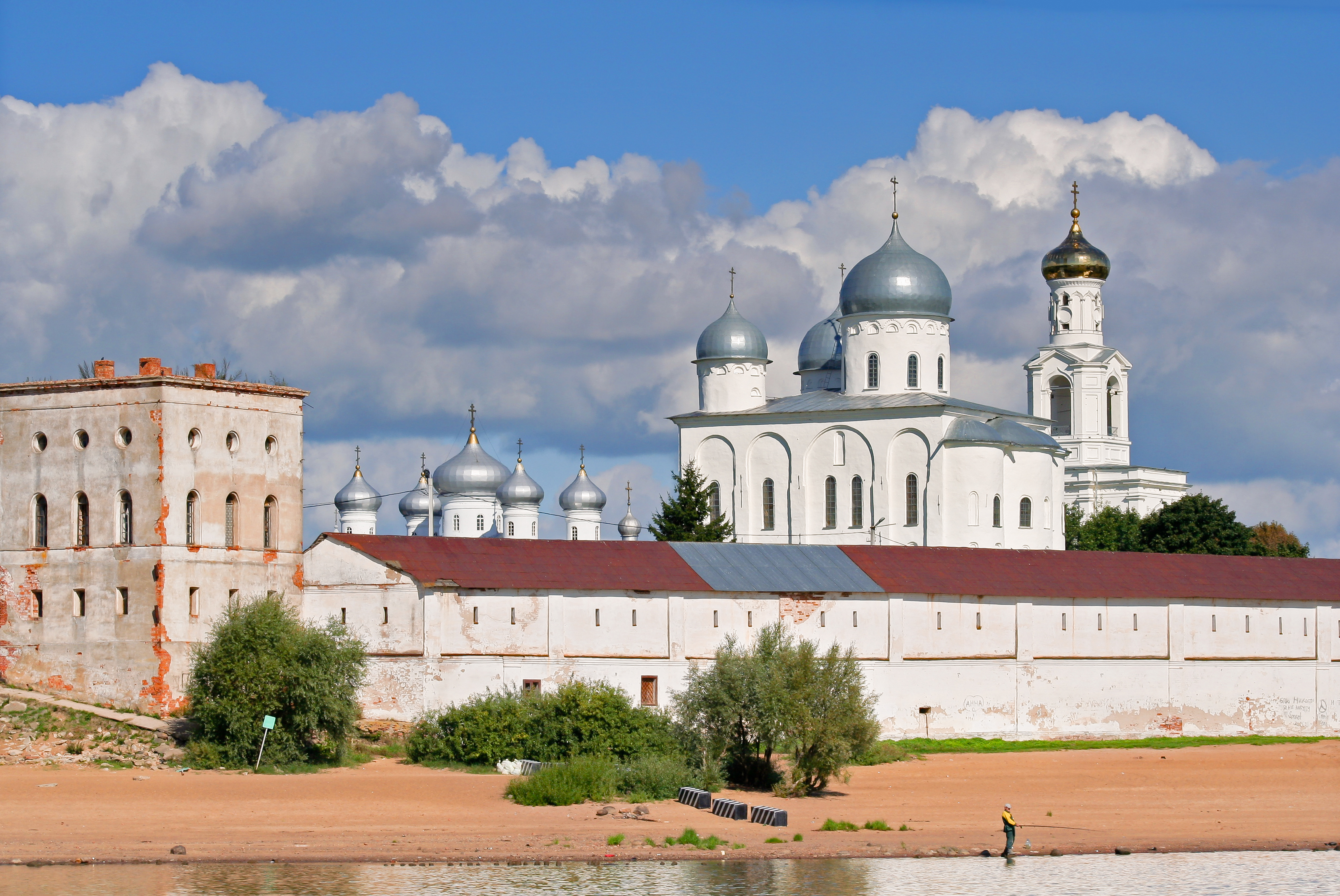
Свято-Юр'євський монастир
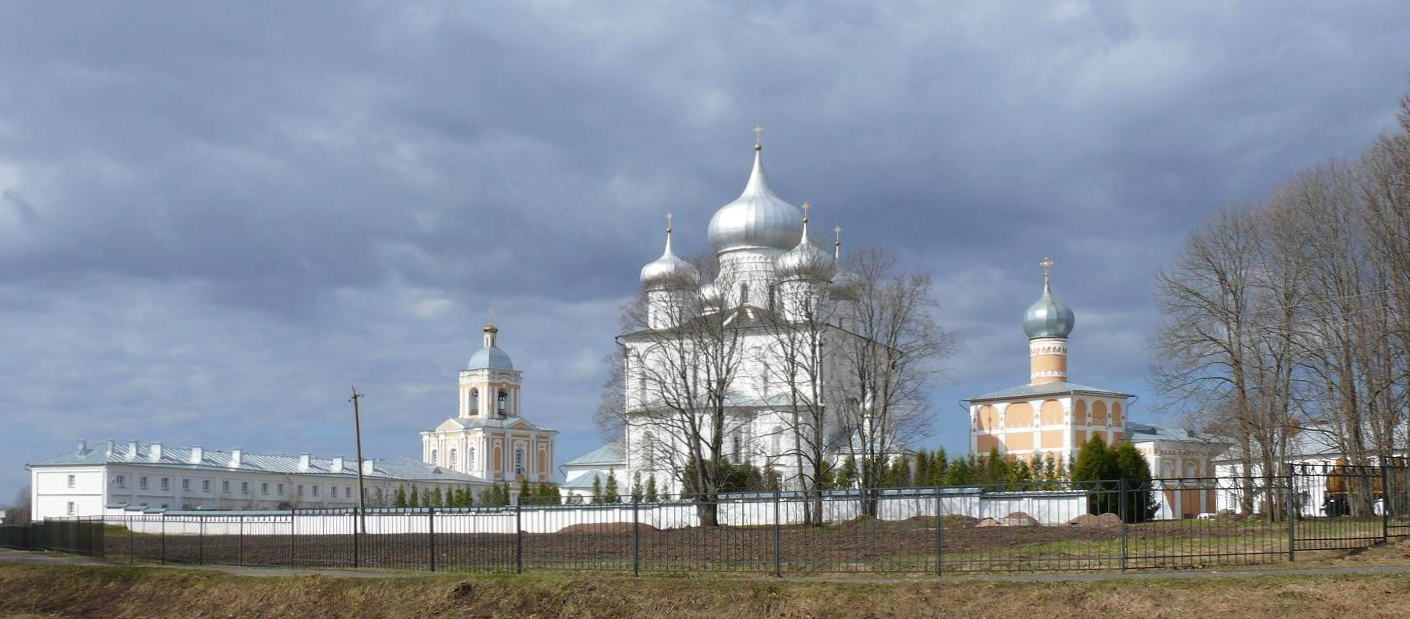
Варлаамо-Хутинський монастир
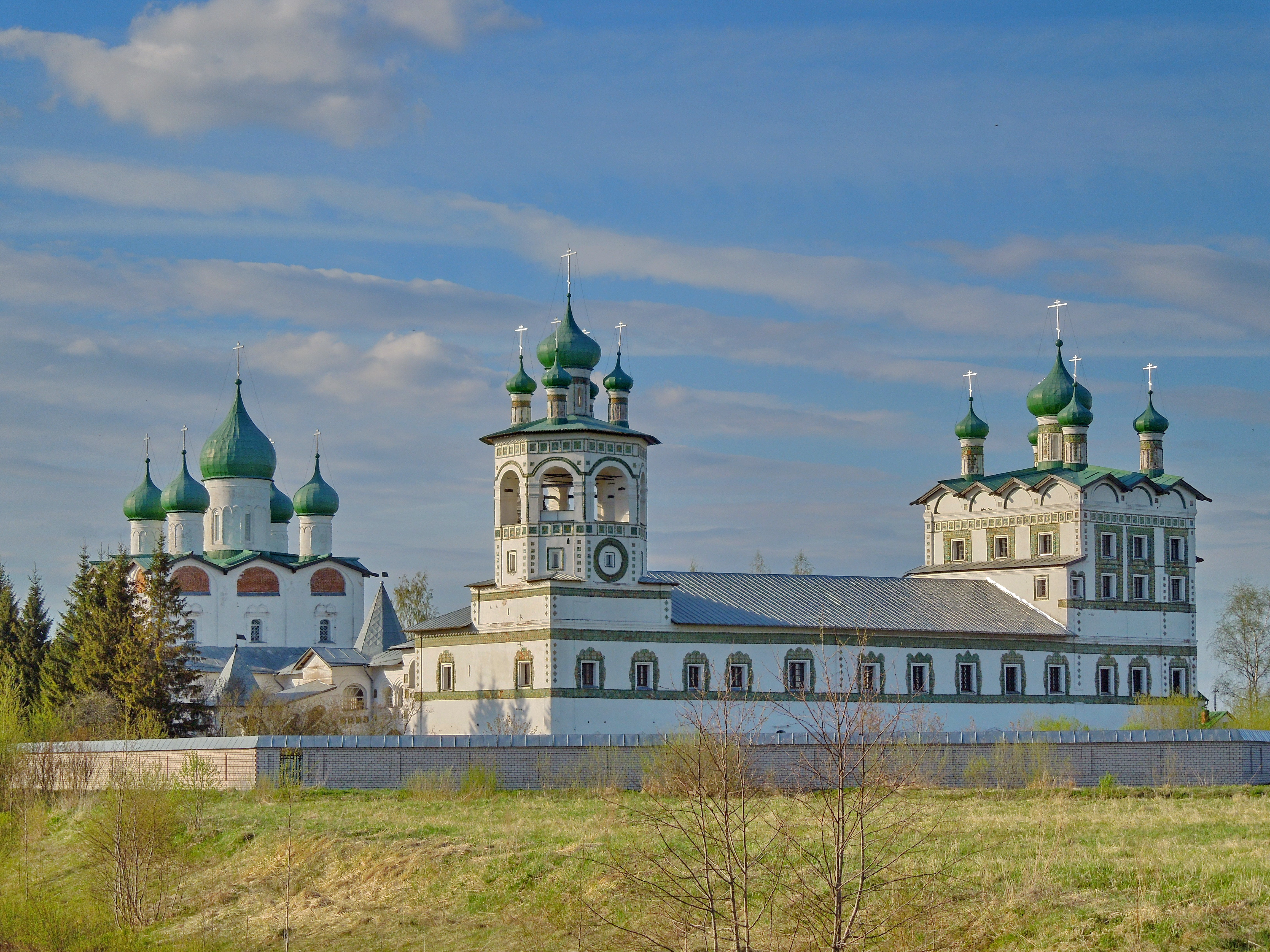
Ніколо-Вяжищський монастир
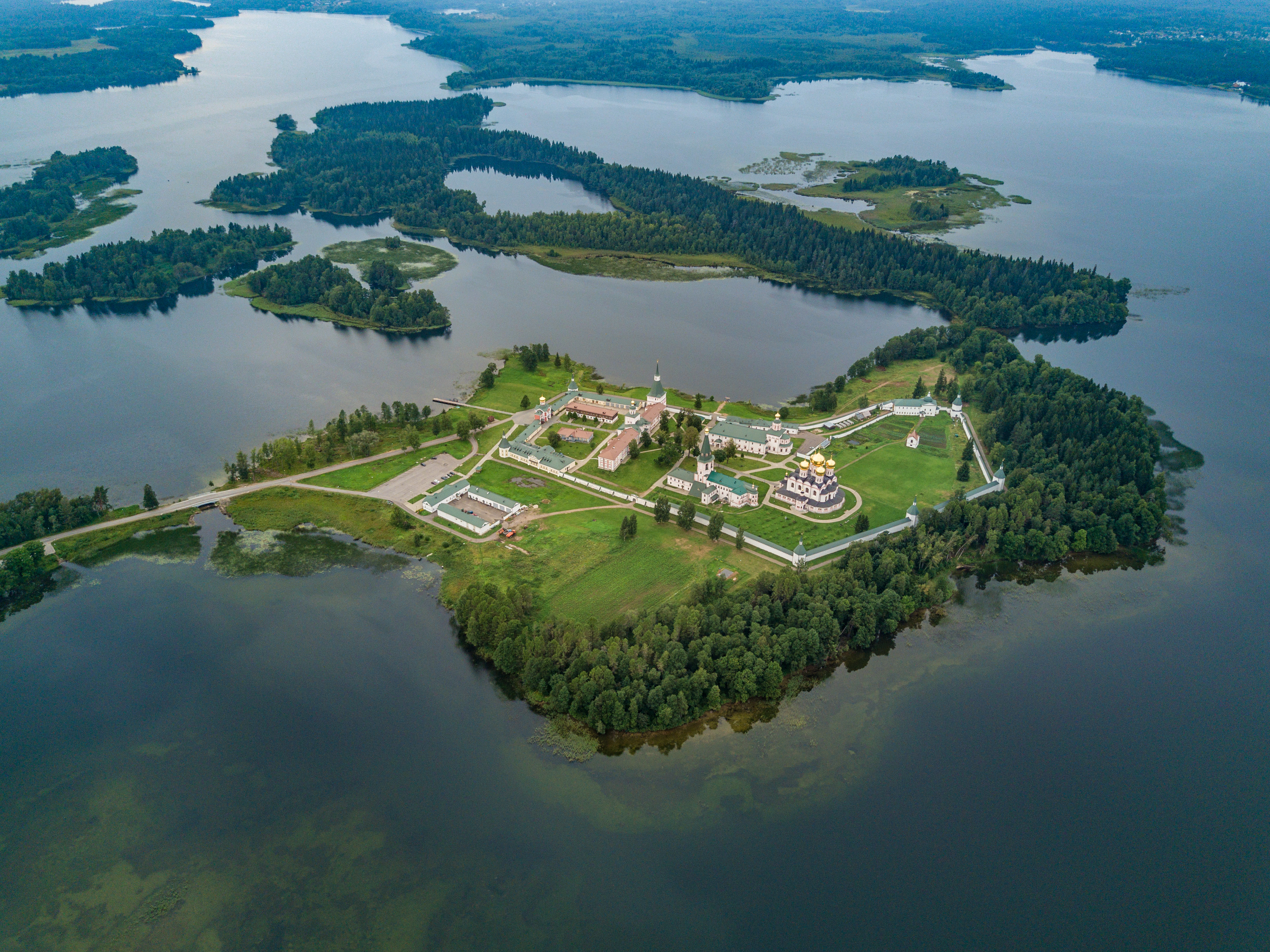
Валдайський Іверський монастир

#### Старообрядництво
У другій половині XVII століття Новгородщина була одним з найбільших центрів опору церковним реформам патріарха Никона. Серед видатних старообрядців, уродженець Крестецкого Яма (тепер Крижі) Феодосій Васильєв. 1692 і 1694 року у Великому Новгороді збирались собори старовірів, які постановили про припинення будь-яких контактів із офіційною церквою, не приймати «нових» таїнств і священників, зберігати основи православ'я, стародавні пам'ятки іконопису, книжності, наонний піснопів. У XIX столітті через гоніння старовіри проживали у сільській місцевості та в таких повітових містечках, як Крижі, Стара Русса, Валдай. Відродження старообрядництва «поморської згоди» відбулось 1989 року реєстрацією релігійної громади Давньоправославної поморської церкви при церквах Різдва Богородиці на Михайлиці (пам'ятка архітектури XIV століття) та Михайла Малеїна колишнього жіночого Михайлицького монастиря. 14 вересня 2001 року у Великому Новгороді зареєстрована старообрядницька громада «білокриницької згоди» Санкт-Петербурзької і Тверської єпархії Російської православної старообрядницької церкви (РПСЦ) при церкві Іоанна Богослова на Вітці, пам'ятка архітектури XIV століття.

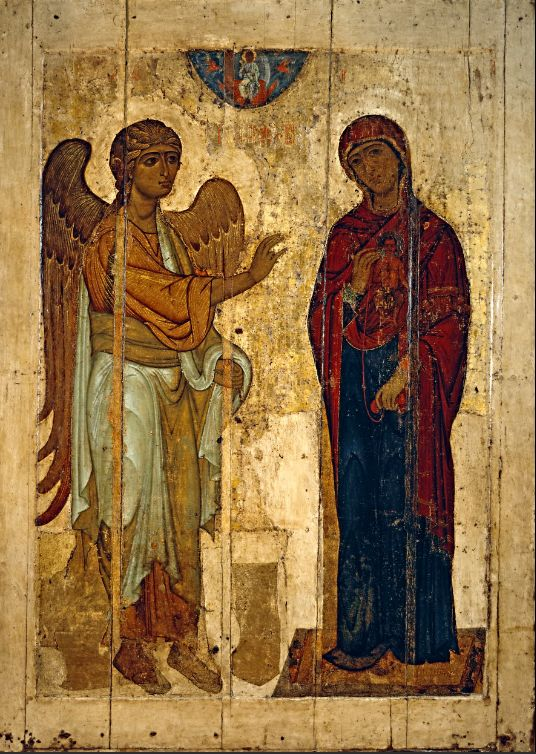
«Устюжське благовіщення», православна ікона XII століття
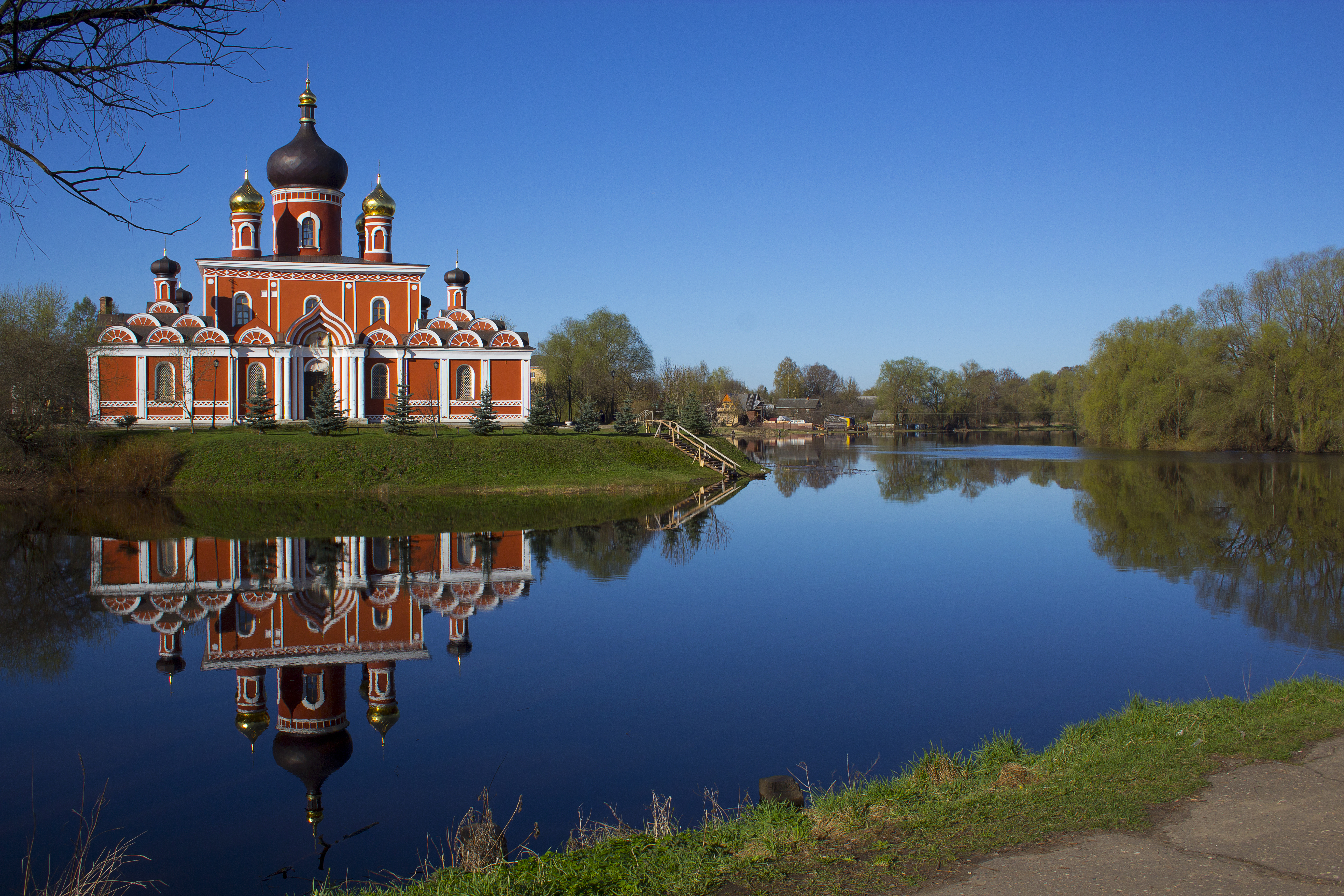
Воскресенський собор в Старій Руссі
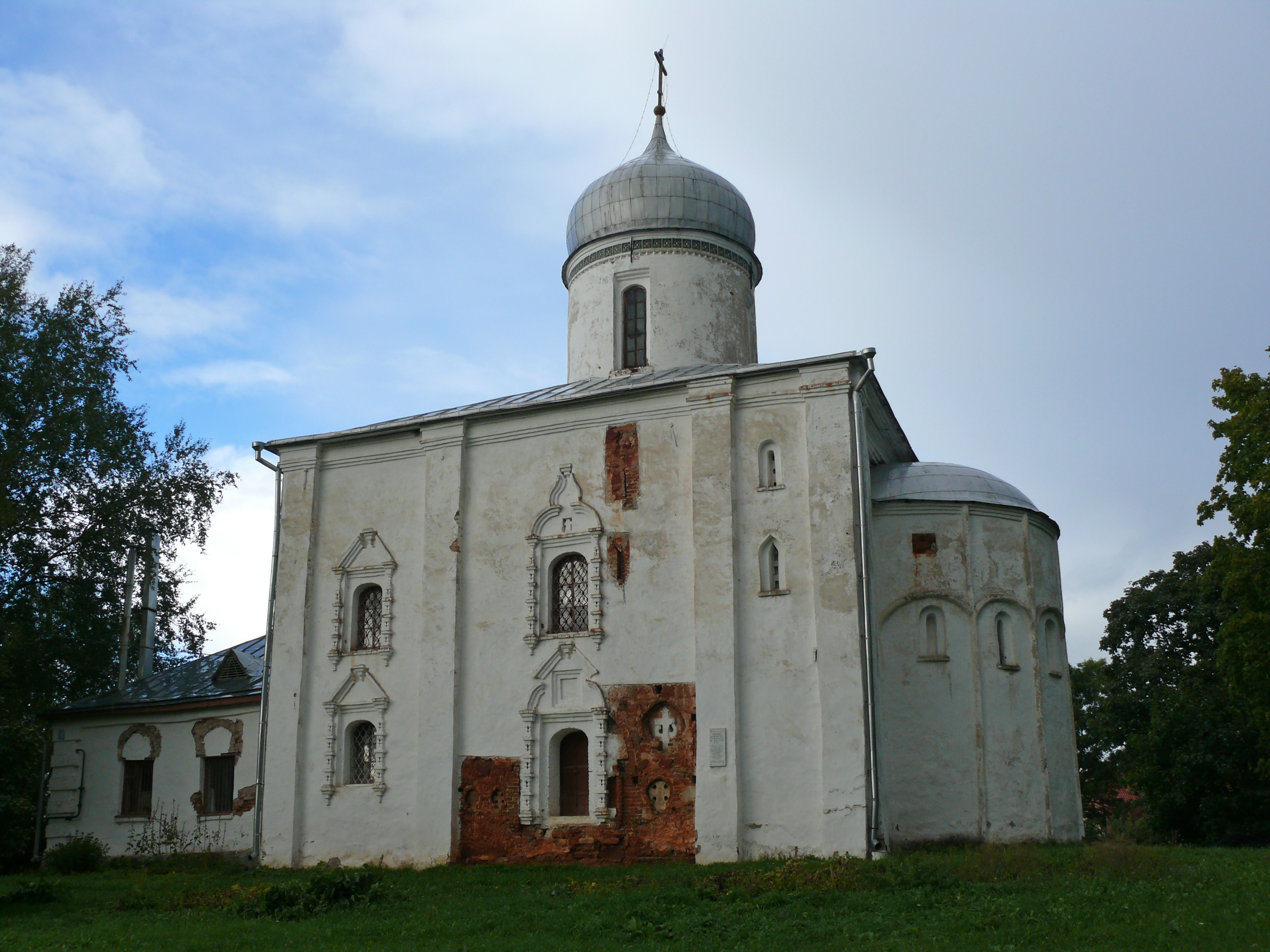
Храм Різдва Богородиці на Михайлиці у Новгороді
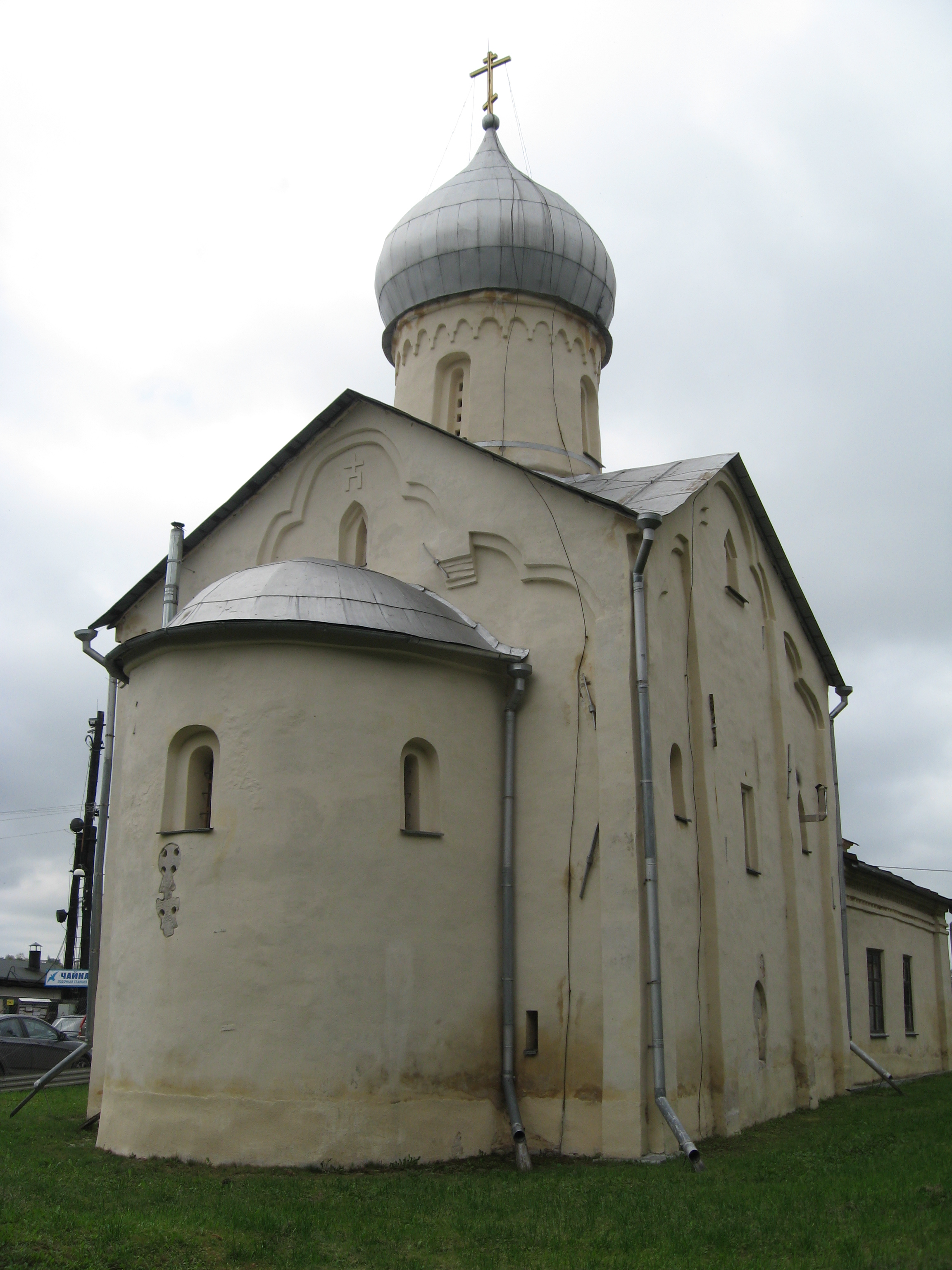
Храм Іоанна Богослова на Вітці у Новгороді

### Протестантизм

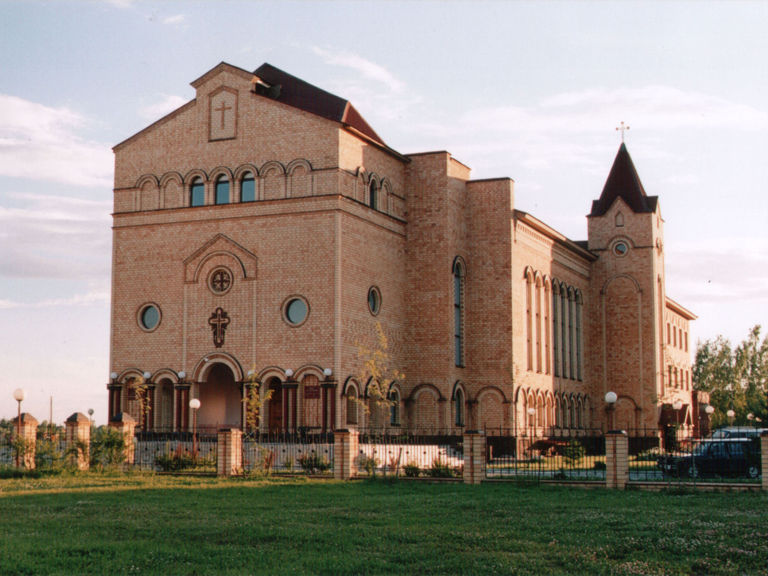
Баптистський храм Христа в Новгороді

З протестантів першими на Новгородщині були євангельські християни-баптисти, що перебрались до Любень-Дерева Крестецького повіту з Латвії 1863 року. Першу церкву звели 1869 року. Євангелісти пашковського напрямку з'явилися в Новгороді близько 1884 року і вже до 1930 років звели більше 40 церков. 1968 року була зареєстрована Боровицька громада баптистів, 1976 — Новгородська. 9 липня 2000 відбулося освячення храму Христа в Новгороді — кафедрального собору Об'єднання Євангельських і баптистських церков Новгородської області, що входить до складу Російського союзу євангельських християн-баптистів.

### Католицтво

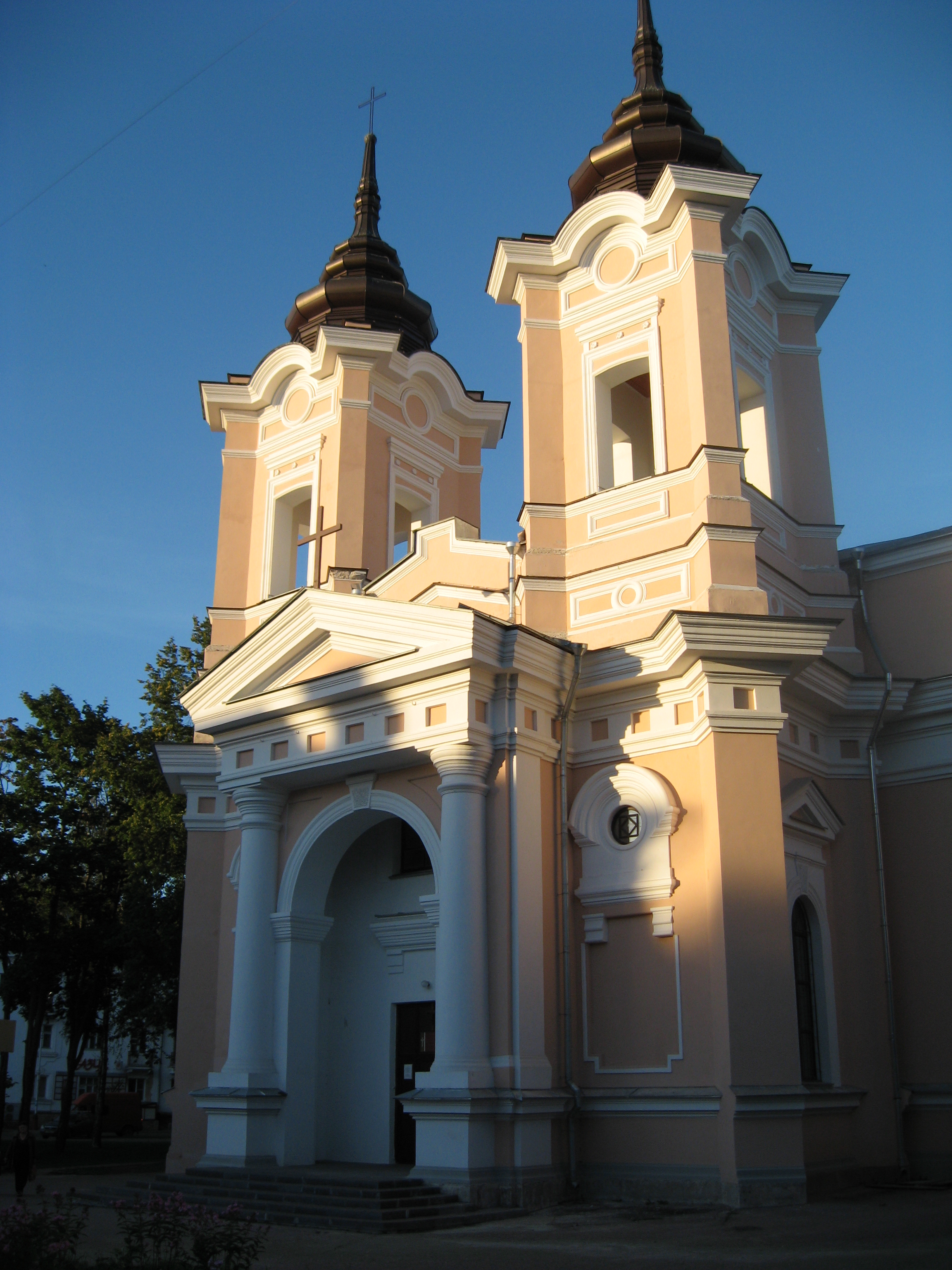
Костел апостолів Петра і Павла

Перша католицька церква святого Олафа купців з острова Готланд у Великому Новгороді з'явилася в XI—XII століттях, проте не зберіглася до наших часів. Дерев'яна церква ними була зведена близько 1030 року за часів князювання Ярослава Мудрого, перебудована на кам'яну близько 1150 року. Другою католицьким храмом була церква святого Петра німецьких купців з Любека, зведений до 1184 року. Старости храмів були послами від Ганзейського союзу в Новгороді. В історичному документі «Вопрошение Кириково» згадується такий факт, що новгородці могли звертатись за церковними требами до «варязьків попів». Католицька громада (2007 року налічувала 250 прихожан) відновила свої богослужіння 1996 року в костелі святих Петра і Павла обласного центру. Підпорядковується архієпархії Матері Божої з центром в Москві (архієпископ Паоло Пецці). У храмі проводяться органні концерти.

### Юдаїзм
Юдейська громада у Новгороді налічує близько 1,5 тис. осіб, діє регіональне відділення Російського єврейського конгресу, на базі якого дієь Новгородське товариство єврейської культури. Громаду очолює рабин Урін Міхоель.

### Іслам
Мусульмани в регіоні представлені мігрантами та студентами з мусульманських країн. Окремої будівлі для виконання ісламських обрядів не мають, точаться суперечки навколо можливості будівництва мечеті. На п'ятничний намаз в орендованому приміщенні (мечеть Ас-Салам) збирається близько 100—150 осіб.

## Освіта
На території Новгородської області працює 190 закладів дошкільної освіти, 164 загальноосвітніх, 73 додаткової, 23 професійної та 2 вищої. Від самого початку утворення області (1944) управлінням в сфері освіти займався відділ народної освіти (ОНО). Першою завідуючою відділом була призначена З. Т. Лобова. 1988 року відділ був перетворений на управління (УНО), яке проіснувало 4 роки.

#### Історія
Історія появи масової систематичної освіти в регіоні тісно пов'язана з її розвитком на теренах Російської держави освіченими вихідцями зі зпустошеної Руїною України та грецьких православних монастирів Афону, підживленої реформами царя Петра I. Перша греко-слов'янська школа була відкрита 1706 року зусиллями митрополита Новгородського і Великолуцького Іова при архієрейському будинку в Новгороді. Її становленням займались вихідці з Греції брати Ліхуди. 1740 року за наказом імператриці Анни Іоанівни в новгородському Антонієвому монастирі була заснована духовна семінарія. 1786 року генерал-губернатор Микола Архаров відкрив в Новгороді перший світський навчальний заклад — чотирикласне народне училище. Роком пізніше двокласні училища з'явилися у повітових містах Стара Русса, Валдай і Боровичі. 1828 року з'явились чоловіче й жіноче приходські училища. 1834 року за фінансової підтримки графа Олексія Аракчеєва в Новоселицях неподалік від Новгорода засновано кадетський корпус. 1865 року було відкрито Миколаївське жіноче училище I розряду, яке через п'ять років перейменували на жіночу гімназію. 1868 року через брак вчительських кадрів була відкрита Олександрівська вчительська школа. За часів царської Росії рівень освіченості в Новгородській губернії становив 41 %.

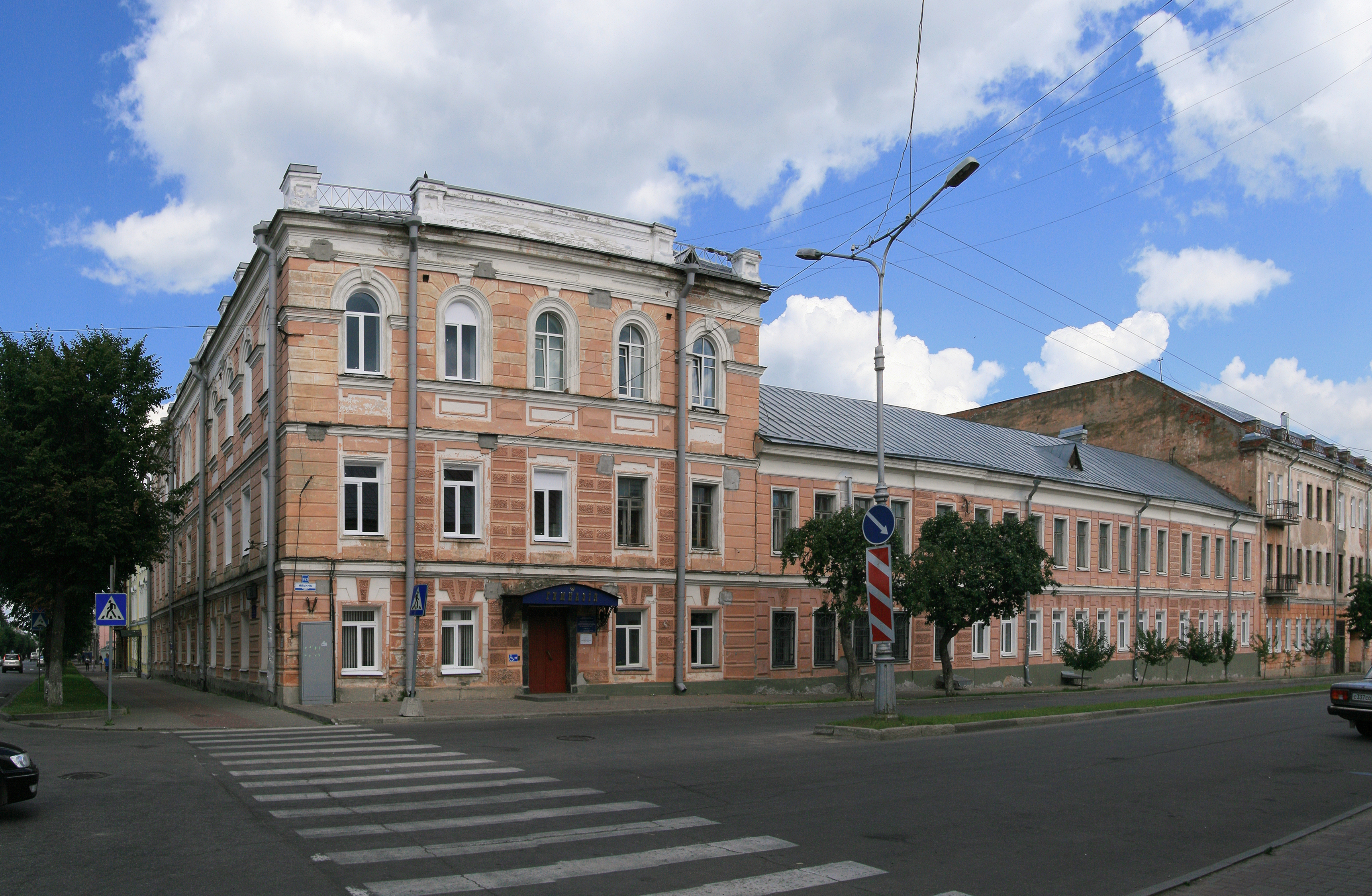
Будівля колишньої жіночої гімназії у Новгороді
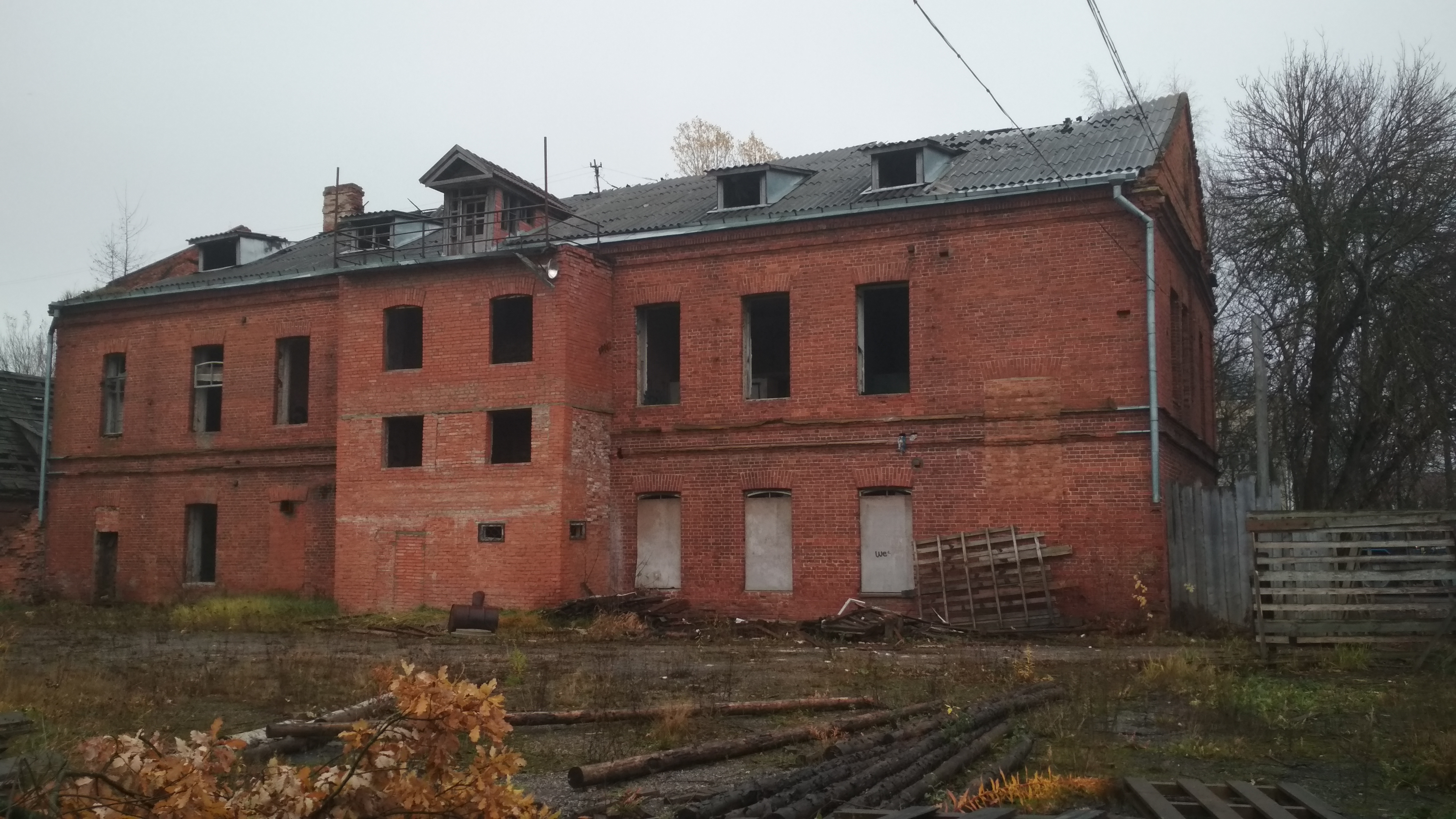
Один з корпусів колишньої Новгородської вчительської семінарії
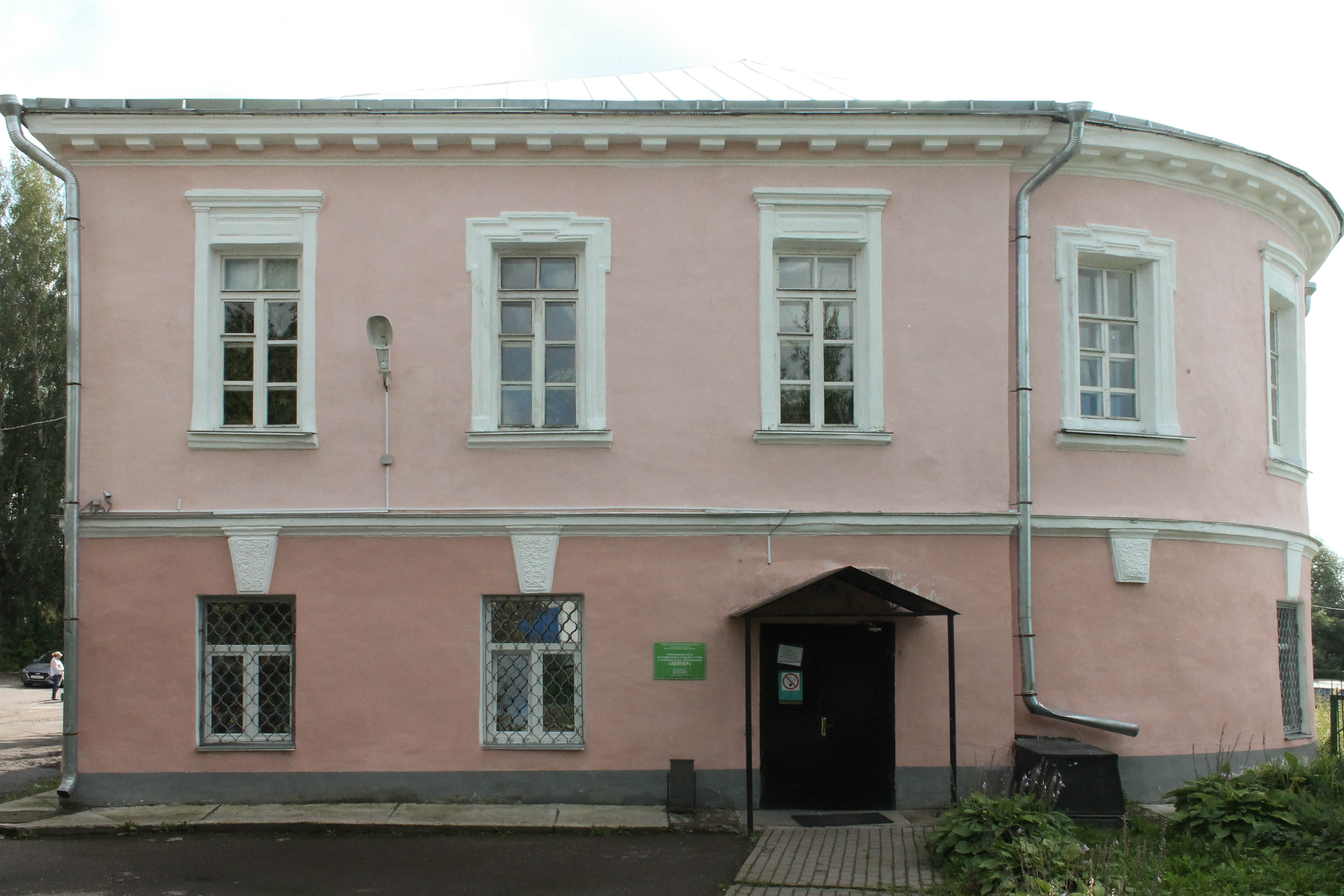
Будівля колишнього Новгородського народного училища
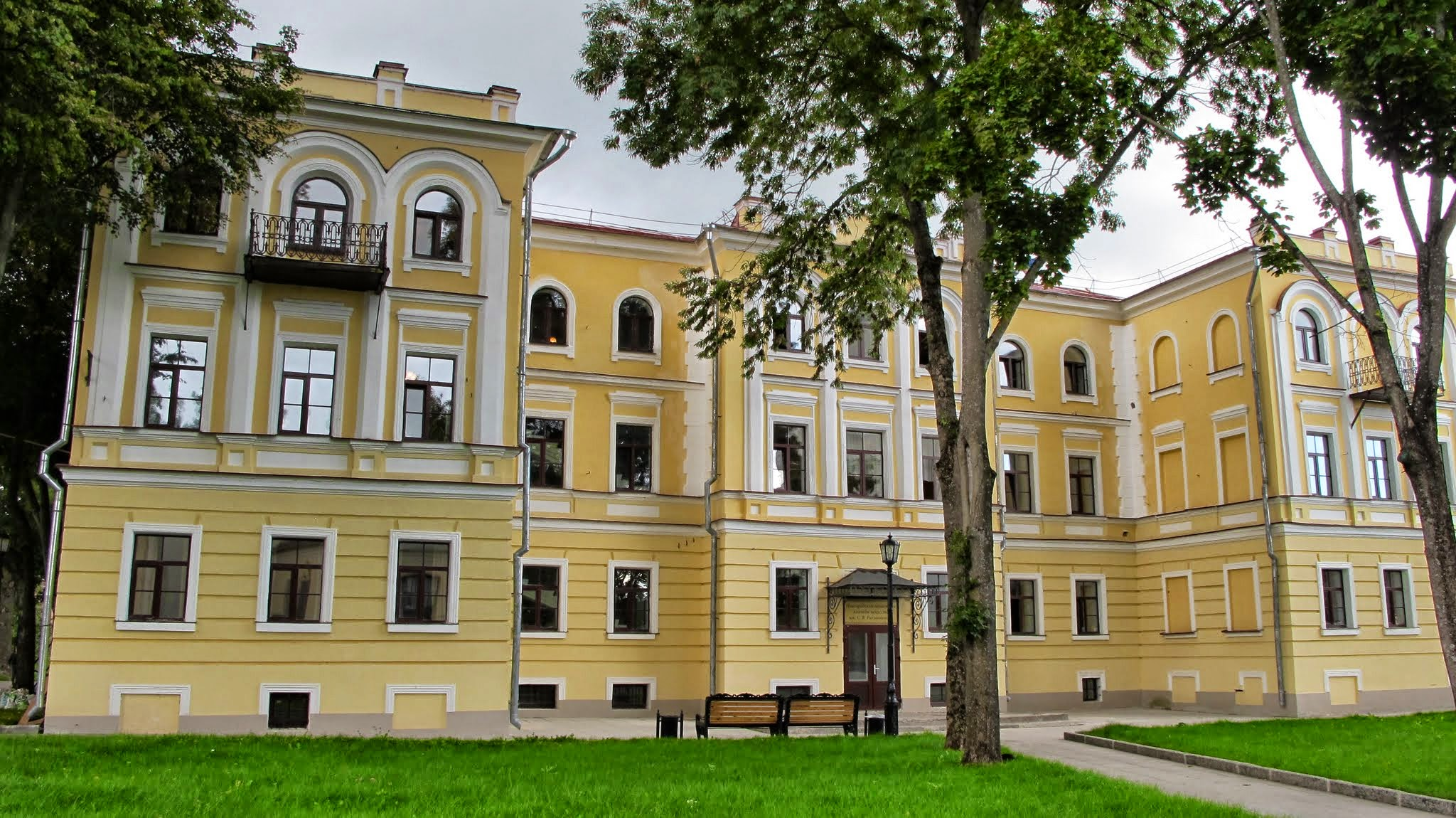
Будівля колишньої Духовної семінарії, пізніше педінституту
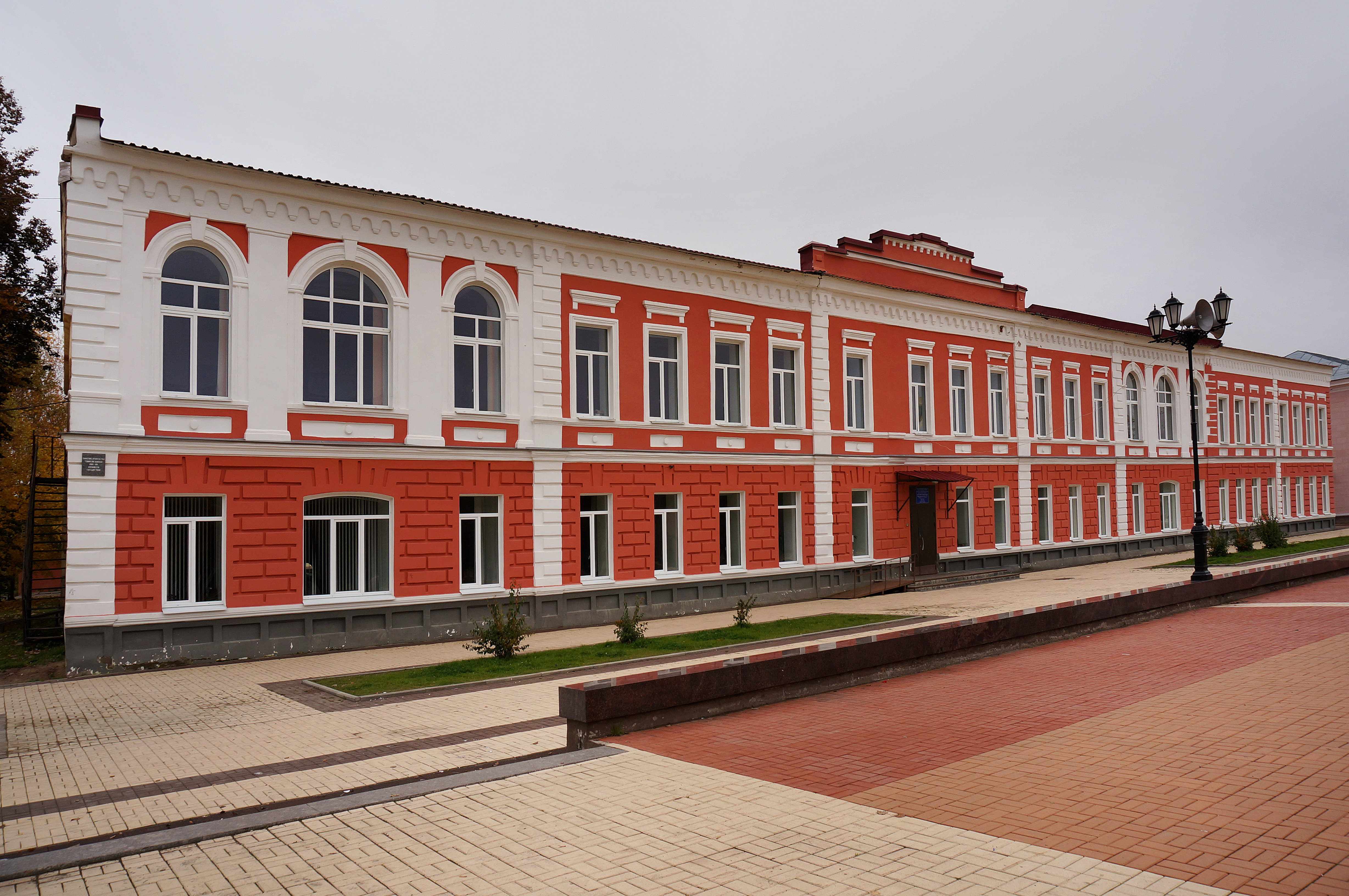
Будівля колишньої Жіночої гімназії в Старій Руссі

1919 року на базі учительської семінарії відкрився Новгородський інститут народної освіти, перейменований 1922 року на Практичний інститут народної освіти, 1923 — Педагогічний технікум. З 1934 по 1953 роки підготовкою кадрів вчителів у Новгороді займався Новгородський державний учительський інститут з 1953 по 1993 роки — Новгородський державний педагогічний інститут. 1945 року відкрито Новгородський обласний інституту удосконалення вчителів. У 1953/1954 навчальному році у Новогородській області працювало 989 початкових шкіл, 320 семирічних, 128 середніх, 51 школа сільської і 25 робітничої молоді. За часів СРСР вдалось досягти майже тотальної писемності. В області було відкрито більше тисячі шкіл. З розвитком промисловості в післявоєнний час гостро постало питання підготовки кваліфікованих кадрів для виробництва. 1961 року з'явився загальнотехнічний факультет Ленінградського електротехнічного інституту. Через 3 роки факультет перетворили на філію, а 1973 року на її базі було утворено Новгородський політехнічний інститут. Ректор НПІ В. В. Сорока став ініціаторами створення 1991 року в Новгороді самостійного університету класичного типу — Новгородського державного університету імені Ярослава Мудрого.

#### Дошкільна
Зі 190 закладів дошкільної освіти регіону 189 мают статус муніципальних і 1 відомчий. При 43 школах створено дошкільні групи. Послуги дошкільної освіти також надають 3 недержавні організації. У сфері дошкільної освіти працює понад 3,3 тис. осіб, з яких 37,7 % мають середню педагогічну освіту, 56,9 % — вищу. Майже 87,5 % дітей дошкільного віку забезпечені місцями в закладах дошкільного виховання та освіти (3-тє). Наприкінці 2010-х років в Новгородській області будівались 3 дитячі садочка (по 190 місць) у мікрорайонах «Івушки», «Північний» і «Псковський» обласного центру, планувались дитсадки в місті Окуловка (140 місць) і селі Мийка Батецького району (60 місць).

#### Шкільна
На початок 2018/2019 навчального року в Новгородській області в 164 муніципальних школах навчалось 64 630 дітей, з яких 5679 дітей з обмеженими можливостями здоров'я. 96,8 % школярів навчається в першу зміну. У закладах загальної освіти працюють більше 7 тис. осіб, серед яких 4663 педагога і 4113 вчителя. Понад 70 % педагогічних працівників за віком старше 35 років. Жодна зі шкіл області 2017/2018 навчального року за якістю викладання не входила до числа топ-300 закладів середньої освіти Росії.
В області 9 загальноосвітніх закладів адаптованих для 2150 дітей з особливими потребами, станом на 2018 рік: слуху (1), мовлення (1), зору (1), опорно-рухового апарату (1), психічного розвитку (1), розумової відсталості (6). Наприкінці 2010-х років у Новгородській області збудовано 2 нові загальноосвітні школи в обласному центрі, будувалась школа Боровічах на 960 місць.
Новгородська область була одним з 15 пілотних регіонів Росії, в школах яких з 1 вересня 2006 року було введено в якості регіонального компоненту середньої освіти вивчення предмета «основи православної культури».
Система загальної середньої освіти обласного центру представлена 32 загальноосвітніми установами, школами, гімназіями та ліцеєм, школами з поглибленої підготовкою з різних дисциплін і установами додаткової освіти. Професійна освіта в обласному центрі представлена хіміко-індустріальним, агротехнічним і торгово-технологічним технікумами, будівельним, технологічним, медичним, гуманітарно-економічним та обласним коледжом мистецтв імені С. В. Рахманінова (1959).

Загальноосвітні школи Новгородської області
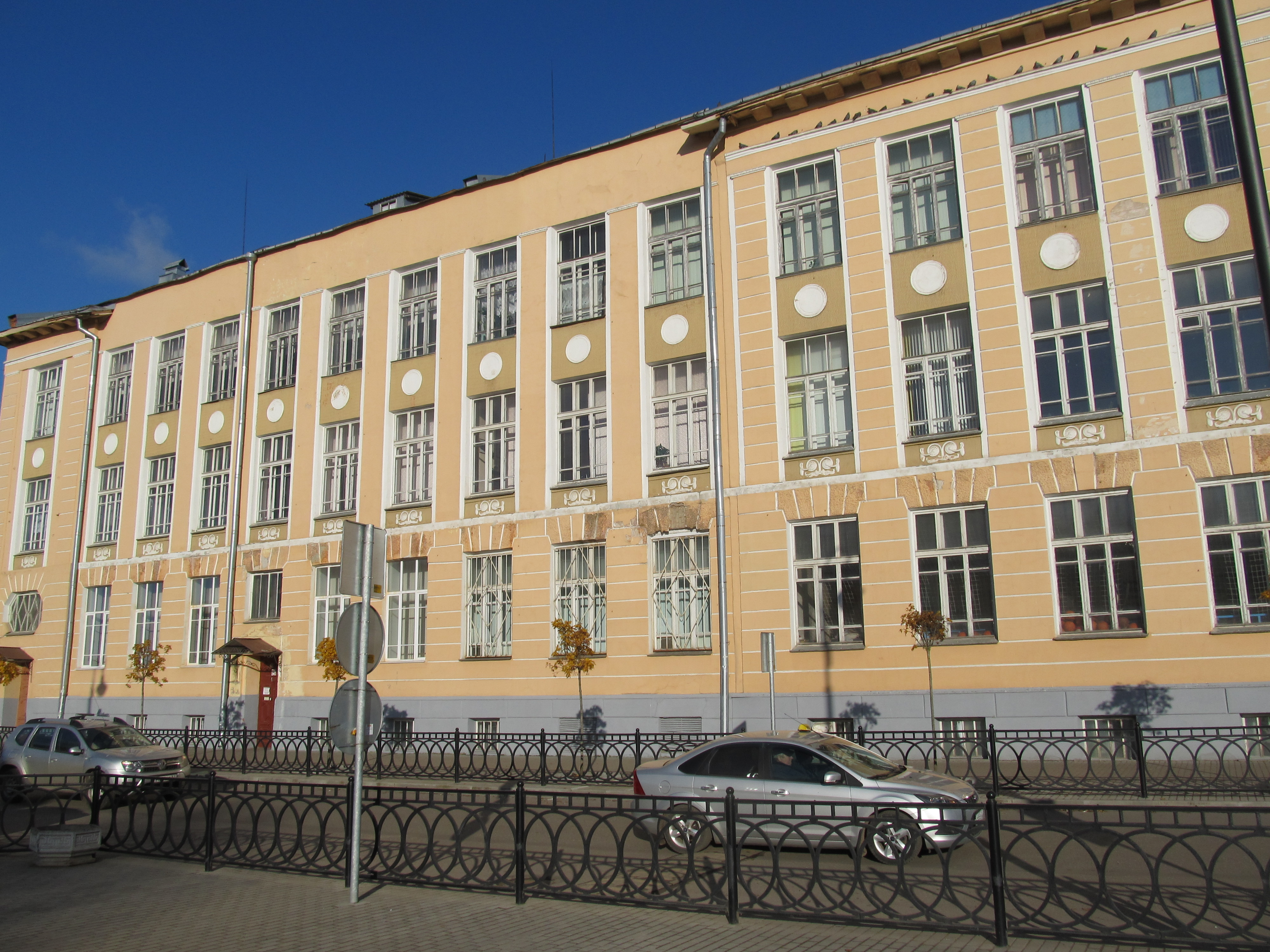
Школа №1 міста Великий Новгород
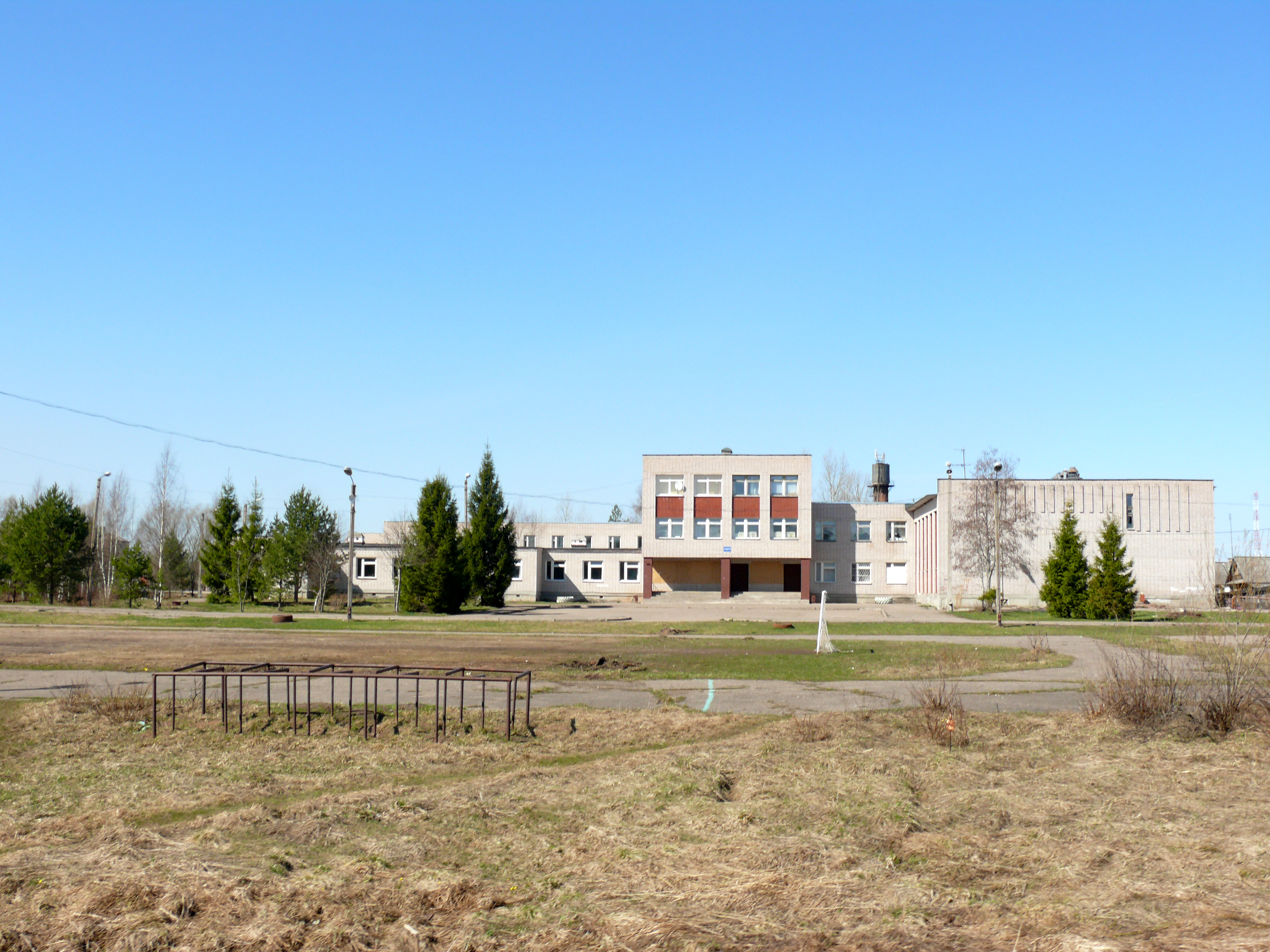
Савіно
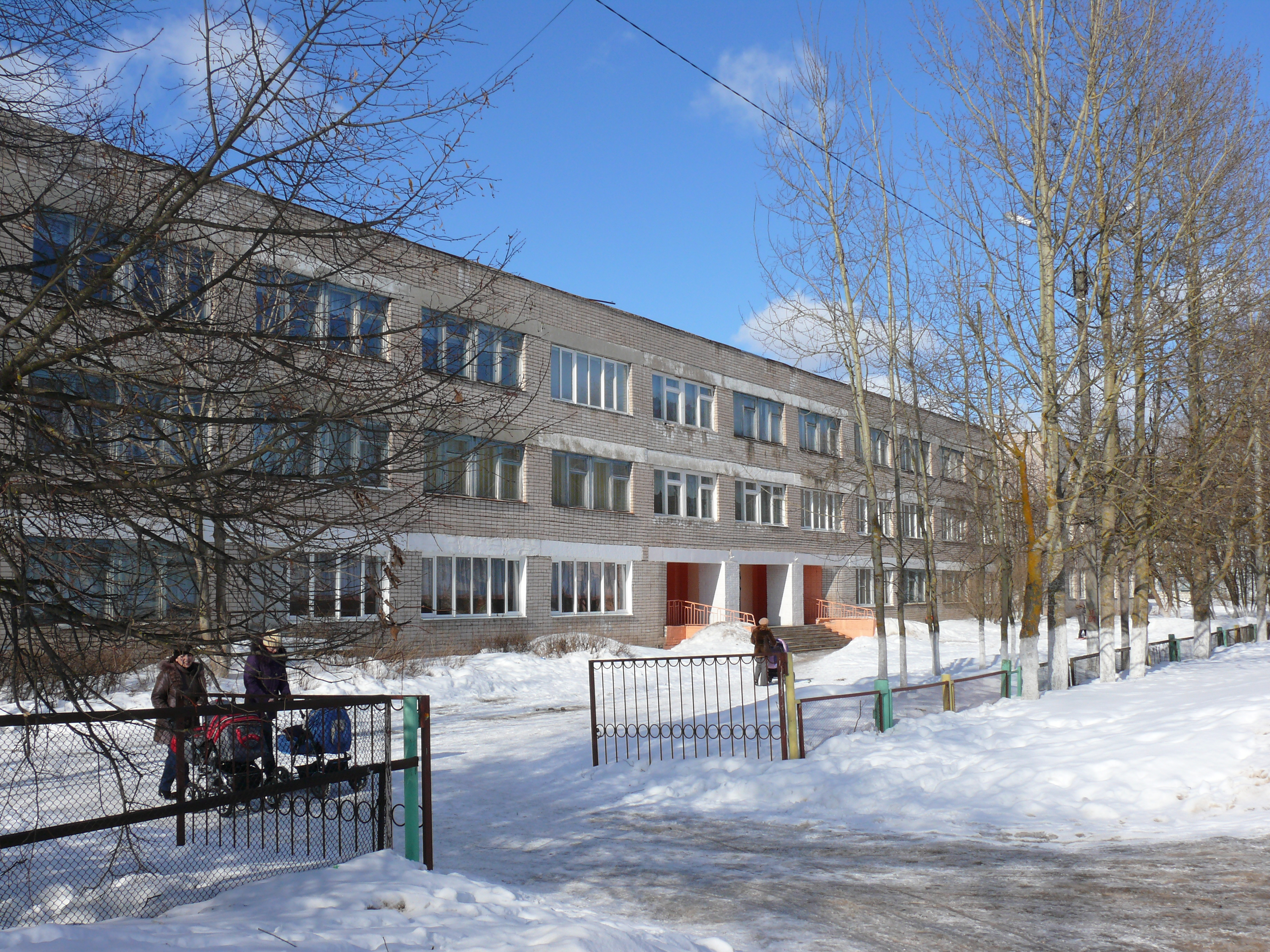
Панковка
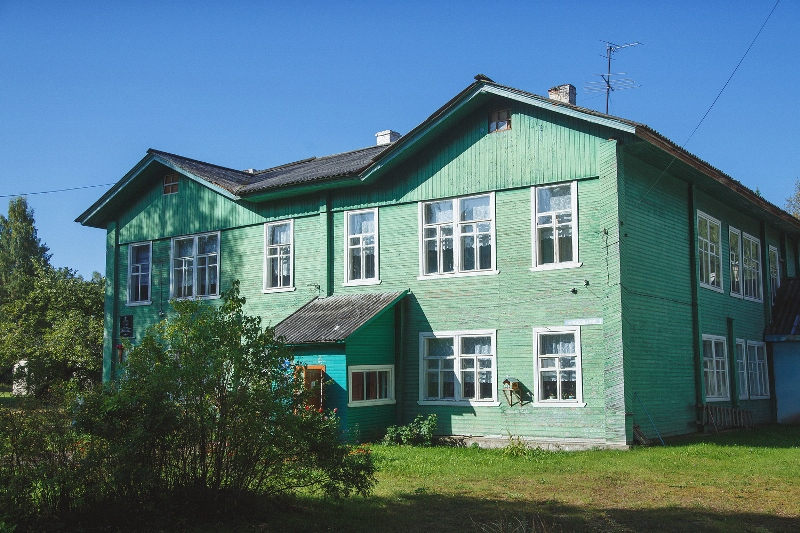
Богослово
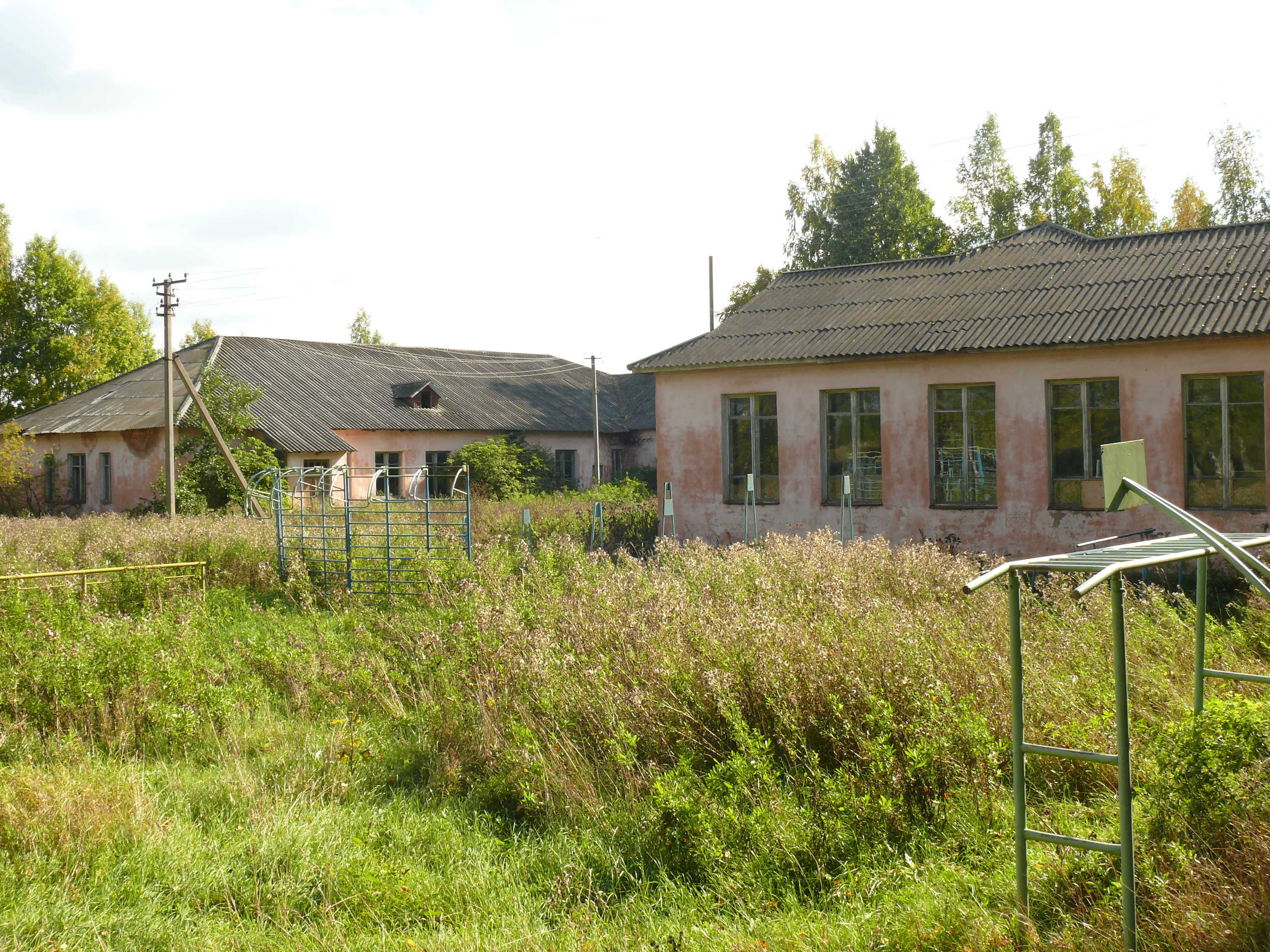
Селіщі

У Новгородській області в сфері освіти, культури і спорту працює 72 організації додаткової освіти дітей (1598 об'єднань різної спрямованості), якою охоплено 77194 учнів (96,55 % від загальної кількості дітей віком від 5 до 18 років), які проживають в області. Додатковою освітою в школах охоплено 58,7 % дітей, в організаціях — 37,85 %. Серед провідних закладів:
- «Морський центр капітана Варухіна Н. Г.» в якому від 1967 року морської справи навчалось понад 10 тис. дітей, 3 тис. випускників працюють на судах річкового і морського флоту, ВМФ. Щорічно навчає 700 дітей.
- «Новгородський Кванторіум», що знайомить дітей з новітніми технологіями. Щорічно навчає 800 дітей.

#### Професійна
У системі середньої професійної освіти регіону працює 16 муніципальних закладів, 1 недержавна організація і 2 філії Новгородського університету; задіяно 860 педагогів і викладачів. 2016 року область приєдналась до руху «Ворлдскиллс Россия», було проведено два регіональних чемпіонати «Молоді професіонали», делегати від регіону входять до числа призерів і медалістів всеросійського чемпіонату. За часів СРСР система професійної освіти готувала спеціалістів за такими спеціальностями: вчитель, інженер, технік, економіст, лікар, товарознавець, агроном, зоотехнік.

#### Вища
2010 року 18 % населення області мало вищу освіту (56-те). Станом на початок 2016/2017 навчального року в Новгородській області система вищої освіти була представлена Новгородським державним університетом імені Ярослава Мудрого (7880 студентів) і 6 філіями вишів з інших регіонів:
- Санкт-Петербурзький державний економічний університет — філіал засновано 1997 року, навчалось 885 студентів.
- Російська академія народного господарства і державної служби (Москва) — філіал засновано 1998 року, навчалось 785 студентів.
- Санкт-Петербурзький інститут управління і права — філіал засновано 2000 року.
- Російський державний гуманітарний університет (Москва) — філіал засновано 2000 року.
- Сучасна гуманітарна академія (Москва) — навчалось 1478 студентів.
- Російського університету кооперації (Митищі) — філіал засновано 2006 року, навчалось 232 студента.

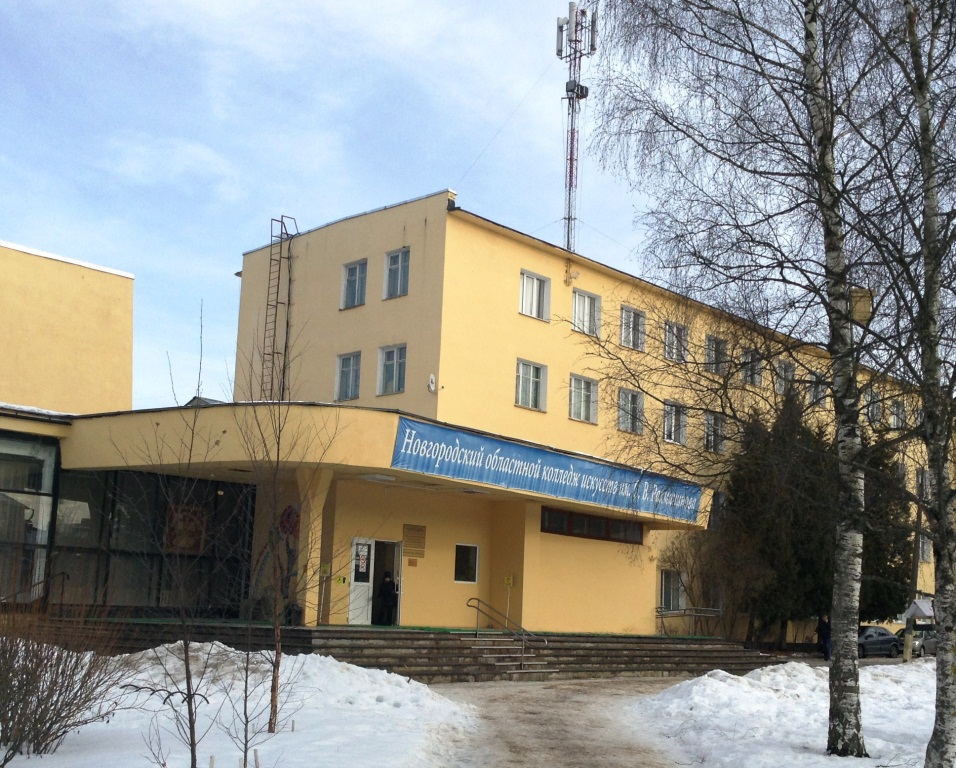
Обласний коледж мистецтв у Новгороді
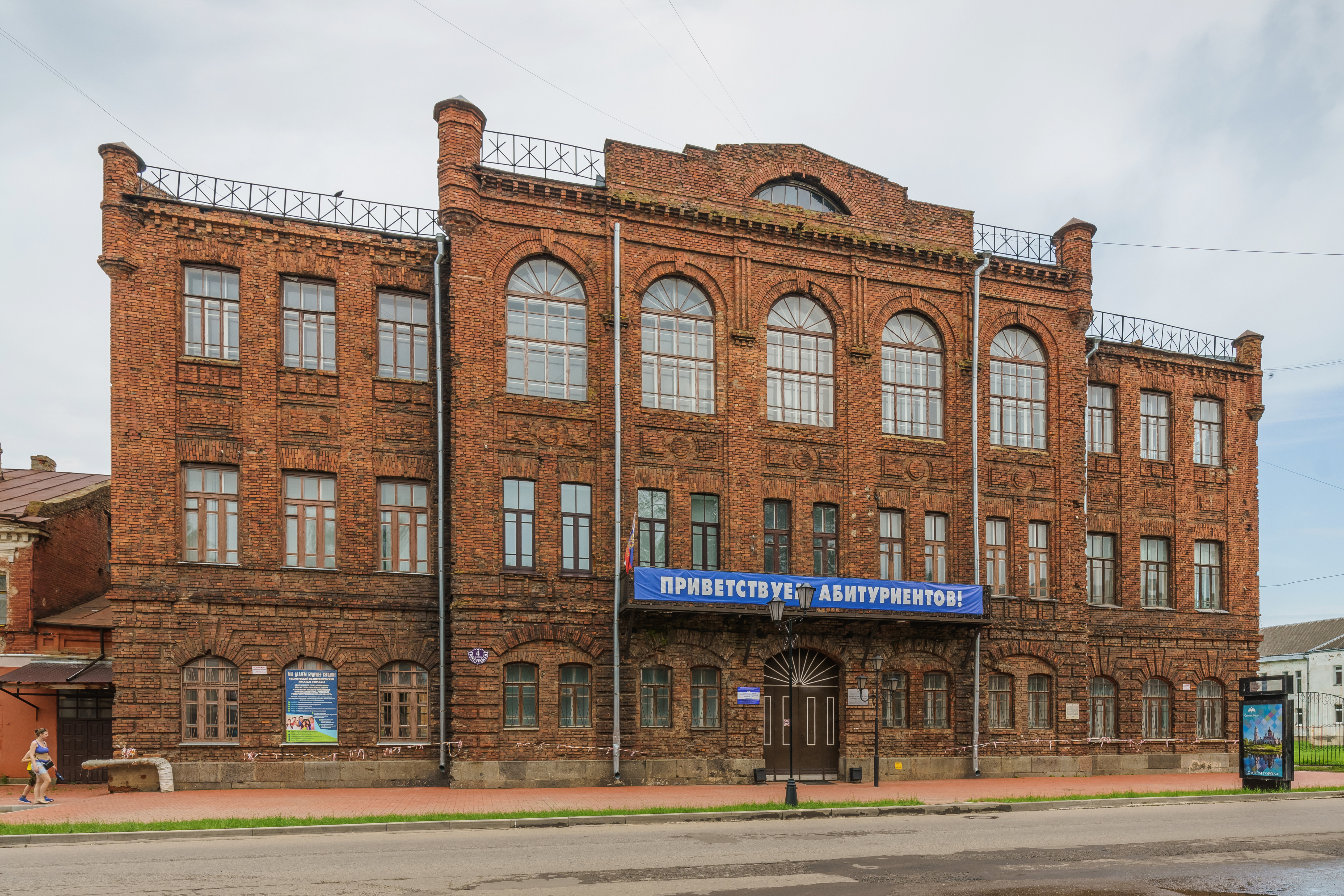
Старорусський політехнічний коледж
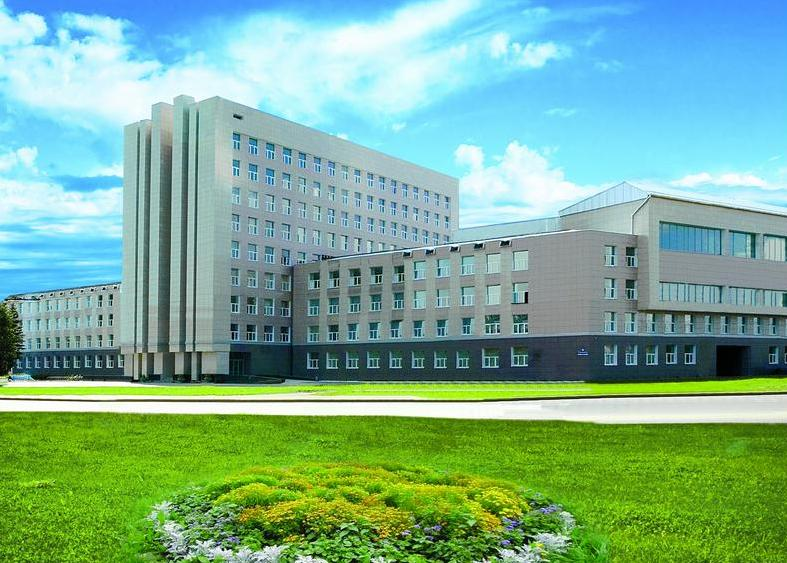
Корпуси Новгородського державного університету
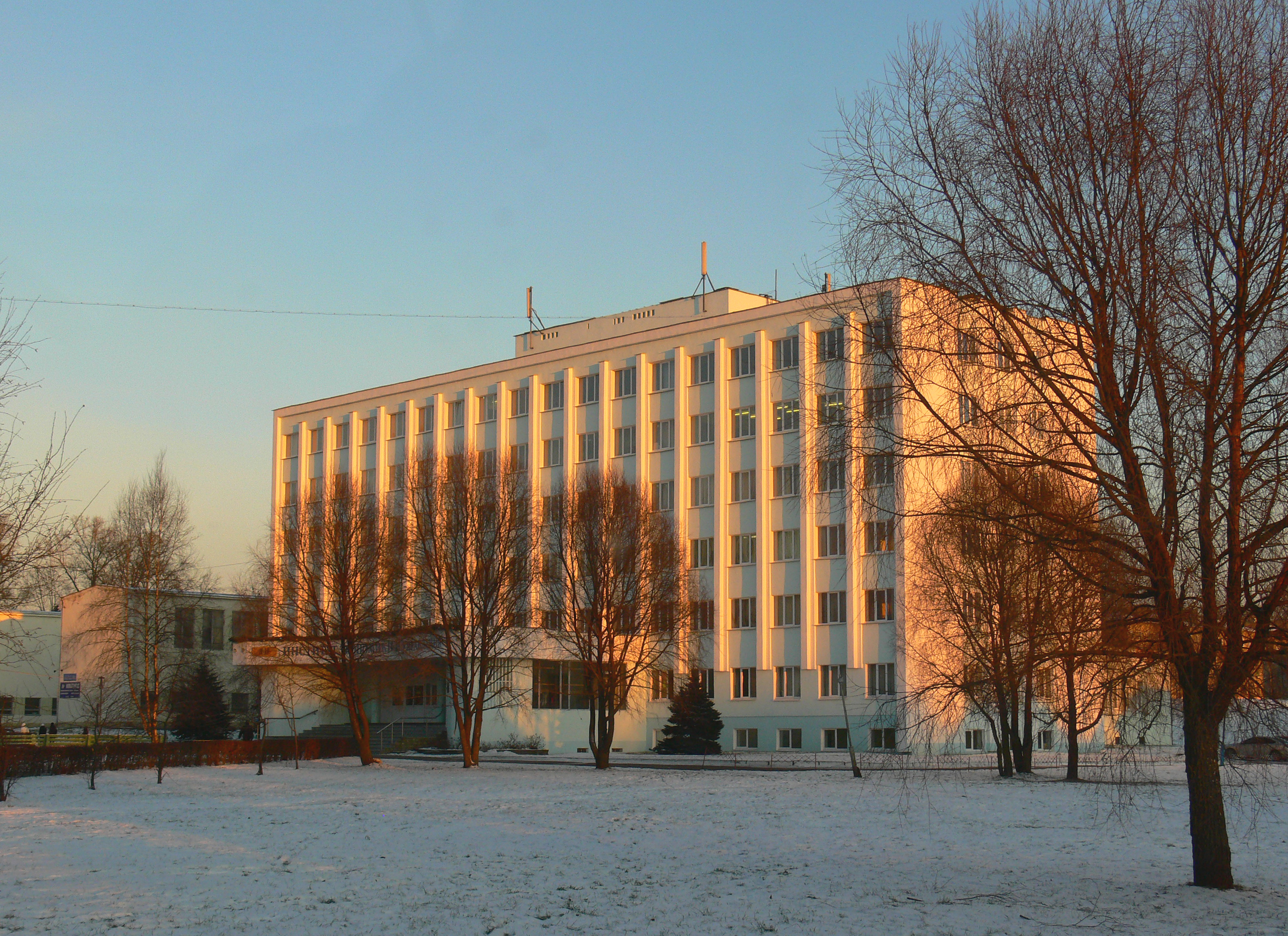
Будівля інституту економіки й менеджменту

Новгородський університет (НовГУ) — найбільший вищий навчальний заклад регіону, який було утворено 1993 року на базі Новгородського політехнічного (НПИ) і педагогічного інститутів (НГПИ). 1997 року до його складу було приєднано Новгородську сільськогосподарську академію (НСХА). У квітні 2017 року навчальний заклад став одним з регіональних опорних університетів.

## Охорона здоров'я
Станом на 2019 рік система охорони здоров'я Новгородської області складається з 31 державного закладу на 4717 лікарняних ліжок: обласна клінічна лікарня, центральна міська лікарня, обласна дитяча лікарня, шпиталь для ветеранів війни, 16 центральних районних лікарень та інші заклади. Забезпеченість лікарями населення області 2017 року становило 42,9 лікаря на 10 тис. осіб (59-те). Накопичені проблеми (скорочення штату і койкомісць, укрупнення закладів, низька заробітна плата рядового персоналу, наднормове навантаження) реформування галузі охорони здоров'я регіону призвели в лютому 2019 року до масових мітингів невдоволених працівників і місцевих жителів Окуловського району, організованих профспілкою лікарів «Альянс врачей».
Показники смертності немовлят 4,4 ‰ (75-те), дитячої — 69 випадків на рік на 100 тис. осіб (43-тє); в працездатному віці — 198,3 на 100 тис. працездатних (13-те). Новгородська область лідирує, станом на 2017 рік, серед регіонів Росії за показниками смертності від хвороб системи кровообігу 932 випадки на рік на 100 тис. осіб (2-ге) і травлення 95 випадків на рік 100 тис. осіб (6-те), транспортних травм — 21 випадок на рік на 100 тис. осіб (4-те) і отруєнь алкоголем 11,5 випадків на рік на 100 тис. осіб (9-те). Високі показники смертності від хвороб органів дихання 52 випадки на рік 100 тис. осіб (26-те), інфекційно-паразитарних — 19 випадків на рік 100 тис. осіб (34-те), ракових — 202 випадки на рік 100 тис. осіб (42-ге); самогубств — 18 випадків на рік 100 тис. осіб (31-ше) та вбивств — 8,5 випадків на рік 100 тис. осіб (24-те).

### Захворювання
Статистика 2016 року захворюваності в Новгородській області на ВІЛ — 47,6 випадків на 100 тис. осіб (33-тє), ожиріння — 756,7 випадків на 100 тис. осіб (3-тє) із загальним відсотком людей з цією хворобою на рівні 1,7 % (25-те), психічних розладів — 166,8 випадків на 100 тис. осіб (70-те), новоутворень — 491 випадок на 100 тис. осіб (11-те), сифіліс — 14,5 випадків на 100 тис. осіб (53-тє).
Медична географія. Псковско-Тверський медико-екологічний регіон відрізняється низьким і пониженим рівнем здоров'я міського населення. Це аграрно-індустріальний, средньоурбанізований район з прекомфортними і комфортними природними умовами, зі складною еколого-гігієнічною обстановкою в зонах концентрації промисловості, посереднім екологічним резервом, зі значним відставанням у розвитку соціально-побутової інфраструктури.
За санепідемілогічними показниками південь області відноситься до комфортних для проживання, північ — прекомфортних.
- Північ. Помірний природний пресинг на людське здоров'я, що викликає короткочасну напругу з тенденцією до швидкої компенсації адаптаційних систем організму переселенців. Реакція організму на патогенний вплив навколишнього середовища проявляється в підвищені захворювань дихальних шляхів, алергіях (бронхіальна астма), підвищення ризику онкології (рак легень), серцево-судинних захворювань, туляремії, зооантропози, лептоспірози. Регіональні специфічні захворювання: кліщовий енцефаліт, сільськогосподарські зооантропози, дифілоботріоз, туляремія, лептоспіроз, геморагічний нефрозонефрит[49].
- Південь. Помірний природний пресинг на людське здоров'я зі швидкою компенсацією адаптаційних систем організму переселенця. Реакція організму на патогенний вплив навколишнього середовища проявляється в серцево-судинних захворюваннях, ендемічному зобі, простудних захворюваннях, алергіях, карієсі. Регіональні специфічні захворювання: сільськогосподарські зооантропози, туляремія, кліщовий енцефаліт, дифілоботріоз, лептоспіроз, геморагічний нефрозонефрит[49].

### Санітарія
Територія Новгородської області відноситься до водозабезпечених регіонів Російської Федерації — більше 200 тис. м³/ рік на км². Головні джерела питної води в регіоні — озеро Ільмень і річка Волхов. Водозабір з яких відбувається, головним чином, на промислові і житлово-комунальні потреби. Водозабезпеченність питною водою населення низька (<100 л/доба), частка використання підземних вод у водогосподарському комплексі менше 10 %, використовуються переважно поверхневі джерела. Забезпеченність обласного центра питними підземними водами менше 10 %. Середньодобові витрати питної води на комунально-побутові потреби на одну особу дорівнюють 250—300 л.

### Харчування
У першій половині 2000-х років для населення Новгородської області в середньому відзначалось недостатнє вживання м'яса і м'ясних виробів у перерахунку на вміст м'яса; середні показники вживання молока і картоплі; досить низькі — хліба і борошняних виробів (навіть у порівнянні із сусідніми регіонами). В енергетичній цінності значний перекіс у бік частки отримуваних калорій за рахунок вуглеводів і недостатнього рівня споживання протеїнів і жирів.

## Трудові ресурси
Трудові ресурси Новгородської області 2019 року становили 320 тис. осіб працездантного віку, тобто чоловіків у віці 16–60 років і жінок у віці 16–55 років. Загальне демографічне навантаження на працездатне населення 2017 року в області становило 89,9 особи непрацездатного віку (дітей і стариків) на 100 осіб працездатного (2-ге). Загалом динаміка демографічного навантаження за останні 70 років мала декілька екстремумів. Максимальна величина спостерігалася в другій половині 1960-х років, коли частка дітей досягла максимальних значень, та на межі 1980-1990-х років, коли до частки дітей додалась частка осіб похилого віку. Мінімальний рівень демографічного навантаження відзначався впродовж 1970-1980-х років. Наприкінці 1990-х років демографічне навантаження літніми людьми перевищило рівень демографічне навантаження дітьми. Згідно даних перепису 2002-року в структурі трудових ресурсів основна частка працюючих припадає на віковий діапазон 20-60 років із незначним превалюванням групи 30-39-літніх серед чоловіків і 40-49-літніх серед жінок. Найбільша частка працюючих зайнята на промисловому виробництві, у сфері послуг і торгівлі.
Рівень безробіття 2017 року в Новгородській області склав 4,7 % від працездатного населення (58-ме). 2018 року в інших регіонах було задіяно 4,2 % трудових ресурсів Новгородської області (30-те), відносна трудова міграція склала -3,4 % (56-те). Найвища частка безробітних припадає на осіб без освіти та з неповною середньою освітою, найменша частка безробітних серед осіб з вищою освітою. У вікових групах найбільше безробітних серед працездатних до 25 років, найменше - від 55 до 60 років.
Найвища частка працюючих з вищою освітою спостерігається у фінансовій, державному управлінні та забезпеченні державної внутрішньої та воєнної безпеки, освітній галузях; найменша — у сільському господарстві та видобувній галузі. В обробній промисловості, електроенергетиці, охороні здоров'я та сфері послуг найвища частка працюючих з професійною та неповною вищою освітою. Найбільша частка працівників лише з повною середньою освітою спостерігається в лісовому та сільському господарствах; найменша — в державному управлінні та освітній галузі. Відзначається загальна тенденція збільшення частки працівників з повною вищою професійною освітою та зменшення частки з неповною основною середньою. У середньому жінки-працівниці мають незначно вищий рівень професійної та загальної освіти ніж чоловіки-працівники, але з нерівномірним розподілом за галузями зайнятості.
Сальдо закордонної трудової міграції в регіоні за часів самостійності Росії майже виключно додатне, новгородці майже не виїздили за кордон на роботу, але залучались закордонні легальні та нелегальні трудові мігранти (значна частка яких складали громадяни України). 2005 року частка іноземної робочої сили в регіоні перевищували 0,5% від усіх трудових ресурсів.

## Соціальна політика
Інтегральний показник якості життя від «РИА Рейтинг» ставить Новгородську область на 61-ше місце серед усіх регіонів Російської Федерації.
Коефіцієнт Джині для Новгородської області 2017 року дорівнював 0,366 (53-тє). Регіональний прожитковий мінімум (РПМ) 2019 року в Новгородській області становив 10,9 тис. російських рублів (32-ге). Середній дохід на одного мешканця області 2019 року склав 26,3 тис. рублів (51-ше), середня заробітна плата — 35,1 тис. рублів (46-те); медіанний дохід — 21,6 тис. рублів (47-ме), або 1,97 РПМ (60-те), медіанна заробітна плата — 29,2 тис. рублів (45-те); співвідношення середнього і медіанного доходів — 82,1 % (15-те), заробітних плат — 83,1 % (20-те). Рівень реальних доходів населення до 2014 року постійно зростав (наприклад, 2013 року 9,8 %▲ у порівнянні до попереднього року), після 2014 невпинно зменшується (наприклад, 2016 року -8,8 %▼ у порівнянні до попереднього року). У середньому по регіону 15,4 % заробітних плат менше визначеного РПМ (55-те), 14,8 % населення перебуває за межею бідності (35-те). Середня пенсія в Новгородській області 2016 року становила 1,5 РПМ — 16,3 тис. російських рублів (63-тє). 2005 року в структурі доходів головними статтями були заробітна платня, доходи від підприємницької діяльності, пенсія та перебування на утриманні за віком (серед містян цей вік у середньому вищий за мешканців села), непрацездатністю та іншим. Серед сільського населення важливою статтею доходів буле натуральне господарювання. Заробітна платня та пенсія за віком мали більшу вагу в доходах містян, ніж селян.
Фактичне кінцеве споживання на душу населення 2016 року — 283,2 тис. російських рублів (28-ме). Середній розмір банківських вкладів серед населення Новгородської області становив 112,1 тис. російських рублів (51-ше). 2005 року структура витрат пересічного новгородця виглядала так: ⅓ — придбання продуктів харчування, ⅓ — придбання непродовольчих товарів, ¼ — оплата комунальних та інших послуг. Для сільських жителів характерною рисою була значна частка натуральних продуктів власного виробництва в структурі витрат на продукти харчування, яка з часом мала тенденцію до зниження.
Забезпеченість житлом 2016 року в області було на одному з вищих рівнів по країні — 31,2 м² на одну особу (3-тє), значна доля невпорядкованого житлово-комунального фонду — 55.8 % (10-те), застарілого та аварійного лише 2,7 % (37-ме). Рівень забезпеченості власним житлом молодих сімей на низькому рівні — 6,7 % (21-ше), багатодітних — 1 % (61-ше). 2017 року уведено в експлуатацію 0,38 м² нового житла на одного мешканця області (58-ме).
За кількістю споживання алкогольних напоїв Новгородська область давно перебуває в лідерах серед російських регіонів. 2016 року населенням області було спожито у перерахунку на 1 особу 10,6 літра вин (3-тє) та 1,4 літра ігристих вин (29-те), 8,5 літра горілки (21-ше), 47,4 літра пива (44-те) та 0,9 літра коньяку (20-те).
Ситуація з безпритульними дітьми 2017 року була на рівні 1,6 особи на 1000 підлітків у віці 10–19 років (66-те).

## Злочинність
Кримінальна обстановка в Новгородській області у порівнянні з іншими регіонами залишається відносно напруженою. За загальною кількістю скоєних злочинів 2017 року з показником 181 випадок випадків на 10 тис. мешканців регіон на 17-му місці серед всіх регіонів Росії. У тому числі на 45-му місці з показником 6,7 особливо тяжких і на 14-му з показником 25,8 тяжких злочинів випадків на 10 тис. мешканців області. У структурі превалюють злочини, пов'язані із незаконним обігом наркотиків та економічні (14-те місце в країні за кількістю скоєних крадіжок — 74,3 випадків на 10 тис. мешканців), найменша доля — екстримістських і терористичних. Новгородська область — антилідер Росії в сфері хуліганства. Структура випадків насильницьких видів злочинів на 10 тис. осіб населення за 2017 рік виглядає так: вимагання (рекет) — 0,13 (72-ге), пограбування — 5,1 (17-те), зґвалтування 0,18 (52-ге), крадіжки — 74,3 (14-те), розбій — 0,6 (33-тє), убивства, або замахи на вбивство — 0,7 (40-ве), умисні каліцтва — 1,6 (44-те), умисні каліцтва, що спричинили смерть — 0,3 (53-тє), хуліганство — 0,5 (1-ше).
Загальна кількість виявлених злочинців за 2017 рік — 4,8 тис. осіб, коефіцієнт у перерахунку на 10 тис. осіб — 80,1 (33-тє). З них жінок — 15,7 % (33-тє), неповнолітніх у віці 14-17 років — 1,4 % (14-те). Склад злочинників у перерахунку на 10 тис. осіб населення виглядає так: бандити в складі ОЗУ — 0,4 (61-ше), неповнолітні у віці 14-17 років — 4,9 (25-те), іноземці — 1,6 (39-те), безробітні та без постійного доходу — 52,3 % (28-ме), сп'янілі — 33,5 (31-ше), наркомани — 0,7 (48-ме), жінки — 12,9 (28-ме), учні та студенти — 4,2 (31-ше), рецидивісти — 40,2 (38-ме). Розкриваність злочинів становить 55,2 %, найменша доля розкриваності серед злочинів середньої тяжкості — 38,% (72-ге), найбільша доля серед вбивств та замахів на вбивство — 95,4 % (14-те).
Перші згадки в літописах про в'язниці (темниці) Новгородщини відносяться до 1402 року, на території кремля, в безпосередній близькості від приказної палати. Відома згадка про пенітенціарну систему в Новгороді англійця Кокса, який оглядав в'язниці при Катерині II, 1778 року він у баштах Новгородського дитинця знайшов 8 арештантів, жінки розміщувались в Покровській, чоловіки — в Златоустівській темнішній вежі. Для запобіганню злочинам перевага надавалась тілесним покаранням та висилкам, замість обмеження волі. Проте за століття система змінилась і вже 1882 року в повітових в'язницях Новгородської губернії числилось 534 арештанта (462 чоловіка, 59 жінок, 7 хлопчиків і дівчат), чию працю використовували для виготовлення різноманітного краму. Проєкт будівництва в Новгороді губернської в'язниці був підписаний ще 1831 року, до 1838 року було закінчено будівництво будівлі в'язниці на Софійській стороні, поблизу Петроградської слободи. Дві однакові триповерхові будівлі об'єднувалися огорожею з воротами. Сьогодні це слідчий ізолятор № 1 УФСІН Росії по Новгородській області. 2003 року на території установи освячений храм, 2005 року зведений новий третій корпус № 3.
На території області розміщуються 3 виправні колонії — № 4 (Валдай), № 7 (Панковка), № 9 (Парфіно), колонія-поселення № 6 в Топорку, лікувально-виправний заклад в Боровичах та вечірня школа в Панковці для засуджених.

## Демографічні дослідження
Головними демографічними дослідженнями в Новгородській області є результати всеросійських переписів населення. Останній такий відбувся 2010 року, запланований на 2020 рік був перенесений у зв'язку із пандемією COVID-19. Місцеві і центральні органи державної влади у своїй діяльності послуговуються щорічними оціночними статистичними даними, що їх готують фахівці обласного територіального відділення (Новгородстат) і центрального апарату центрального статистичного органу держави — Федеральної служби державної статистики.

### Атласи, карти
- Атлас світу / голов. ред. І. С. Руденко ; зав. ред. В. В. Радченко ; відп. ред. О. В. Вакуленко. — К. : ДНВП «Картографія», 2005. — 336 с. — ISBN 9666315467.
- (рос.) Атлас Новгородской области / ред. коллегия: Шведчиков Б. Н., Селиверстов Ю. П., Дуров А. Г. и др.; ст. ред. Тимофеева Н.И. — М. : Главное управление геодезии и картографии при Совете Министров СССР, 1982.
- (рос.) Новгородская область: Атлас / Министерство экономического развития Российской Федерации. Федеральное агентство геодезии и картографии (Роскартография). — Великий Новгород : Новгородское аэрогеодезическое предприятие, 2008. — 144 с. — (Регионы России). — 200 екз.
- (рос.) Национальный атлас России : [в 4-х т.] / Глав. ред. тома В. М. Котляков. — М. : Роскартография, 2005. — Т. 2 : Природа. Экология. — 496 с. — 3000 прим. — ISBN 5-8427-0004-2.
- (рос.) Национальный атлас России : [в 4-х т.] / Глав. ред. тома Ю. А. Веденин. — М. : Роскартография, 2009. — Т. 4 : История. Культура. — 500 с. — 3000 прим.